# Comuna Sânpaul, Mureș
Sânpaul (în maghiară: Kerelőszentpál, în germană: Paulsdorf) este o comună în județul Mureș, Transilvania, România, formată din satele Chirileu, Dileu Nou, Sânmărghita, Sânpaul (reședința) și Valea Izvoarelor.

## Geografie
Se pot distinge mai multe formațiuni geografice pe teriotoriul comunei Sânpaul, între care se numără Lunca Mureșului, lunca pârâului Beșeneu din satul Valea Izvoarelor, văi înguste între versanți, versanți cu diferite forme și înclinații. În mod general localitățile componente se află la distanță mică de drumul național DN15/E60 Târgu Mureș - Turda. Comuna este străbătută de Autostrada A3 cu care este legat prin nodul rutier din Ungheni. Aeroportul Internațional Transilvania se află la o distanță de 5 km de satul Sânpaul.

## Demografie
Componența etnică a comunei Sânpaul
     Maghiari (32,59%)
     Romi (29,24%)
     Români (28,63%)
     Alte etnii (0,09%)
     Necunoscută (9,44%)
Componența confesională a comunei Sânpaul
     Ortodocși (43,08%)
     Romano-catolici (29,12%)
     Reformați (13,56%)
     Greco-catolici (2,43%)
     Penticostali (1,53%)
     Alte religii (0,6%)
     Necunoscută (9,68%)
Conform recensământului efectuat în 2021, populația comunei Sânpaul se ridică la 4.320 de locuitori, în creștere față de recensământul anterior din 2011, când fuseseră înregistrați 4.233 de locuitori. Cei mai mulți locuitori sunt maghiari (32,59%), cu minorități de romi (29,24%) și români (28,63%), iar pentru 9,44% nu se cunoaște apartenența etnică. Din punct de vedere confesional, cei mai mulți locuitori sunt ortodocși (43,08%), cu minorități de romano-catolici (29,12%), reformați (13,56%), greco-catolici (2,43%) și penticostali (1,53%), iar pentru 9,68% nu se cunoaște apartenența confesională.

## Politică și administrație
Comuna Sânpaul este administrată de un primar și un consiliu local compus din 13 consilieri. Primarul, István Simon[*], de la Uniunea Democrată Maghiară din România, este în funcție din 2000. Începând cu alegerile locale din 2024, consiliul local are următoarea componență pe partide politice:
|  | Partid                                 | Consilieri | Componența Consiliului | Componența Consiliului | Componența Consiliului | Componența Consiliului | Componența Consiliului | Componența Consiliului | Componența Consiliului |
|  | -------------------------------------- | ---------- | ---------------------- | ---------------------- | ---------------------- | ---------------------- | ---------------------- | ---------------------- | ---------------------- |
|  | Uniunea Democrată Maghiară din România | 7          |                        |                        |                        |                        |                        |                        |                        |
|  | Partida Romilor „Pro Europa”           | 4          |                        |                        |                        |                        |                        |                        |                        |
|  | Partidul Social Democrat               | 2          |                        |                        |                        |                        |                        |                        |                        |

## Simboluri
Actuala stemă al comunei Sânpaul a fost adoptată de Guvernul României în 9 septembrie 2008 cu numărul 867. Stema se compune dintr-un scut triunghiular cu marginile rotunjite, tăiat.În partea superioară, în câmp albastru, se află un castel de argint care se referă la ansamblul castelului Haller și istoria comunei. În vârful scutului, în câmp roșu, se află un căprior de argint și roșu, două spice de grâu de aur. Spicele de grâu semnifică ocupația tradițională de bază a locuitorilor: agricultura. Scutul este trimbrat de o coroană murală de argint cu un turn crenelat.
Aprobarea modelului steagului comunei a fost publicat în Hotărârea de Guvern din 2 martie 2021 și are la bază stema pe fundal alb.

## Personalități
- Franz Haller⁠(d) (1796 - 1875), ban al Croației;
- Vasile Cerghizan (1885 - 1968), om de cultură, preot greco-catolic.
- Antal Jakab (1909-1993), cleric romano-catolic, episcop coadjutor și administrator apostolic al Diecezei de Alba Iulia, preot paroh în Valea Izvoarelor
- János Rátoni (1922-1983), dascăl, învățător între 1957-1983 la Școala Generală din Valea Izvoarelor, căminul cultural din localitate poartă numele lui[10]
- Károly Pajka (1957-1989), erou local căzut în evenimentele Revoluției din 1989 la Târgu Mureș, bustul lui a fost dezvelit în 2019 în parcul din Valea Izvoarelor[11]

## Atracții turistice
- Biserica romano-catolică „Sfinții Apostoli Petru și Pavel” din satul Sânpaul, construcție secolul al XIV-lea (cod LMI MS-II-m-A-15796)
- Biserica de lemn din Sânmărghita
- Capela Haller din satul Sânpaul, construcție secolul al XVIII-lea
- Castelul Haller din Sânpaul, un ansamblu de monumente istorice alcătuit din castelul propriu-zis (cod LMI MS-II-m-A-15798.01) și grânarul (cod LMI MS-II-m-A-15798.02)
- Castrul roman din satul Sânpaul

## Imagini

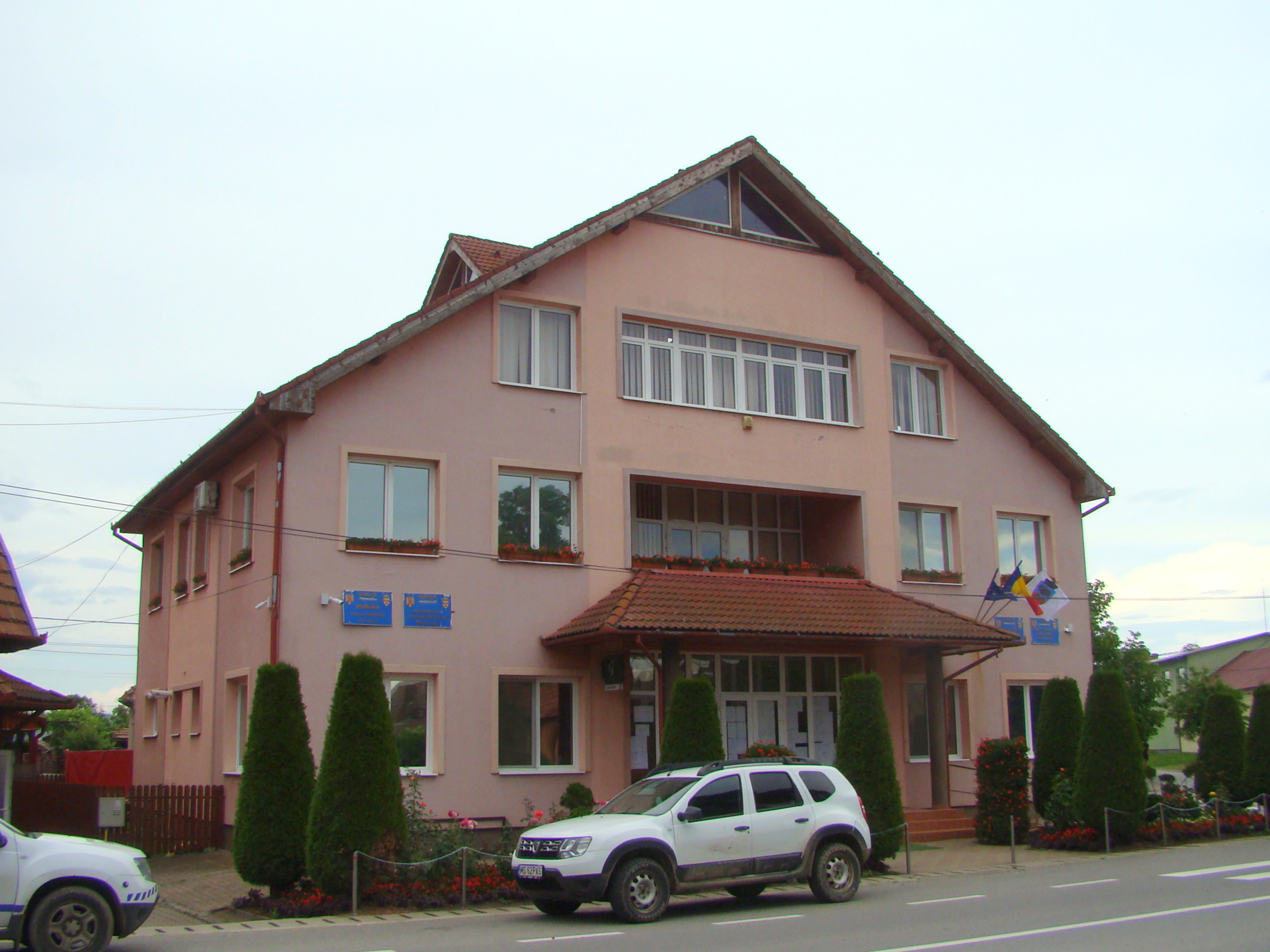
Primăria comunei Sânpaul
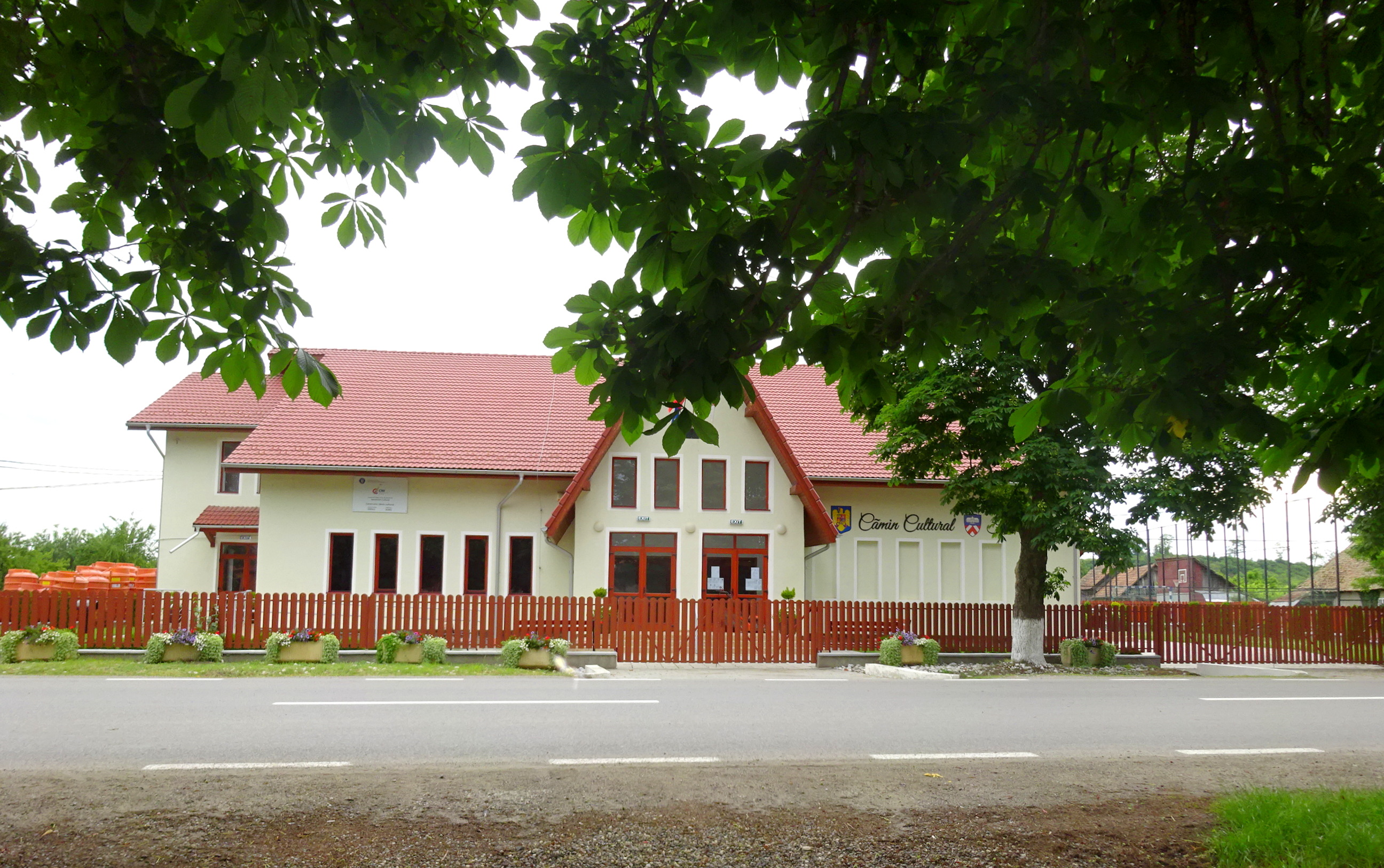
Căminul cultural
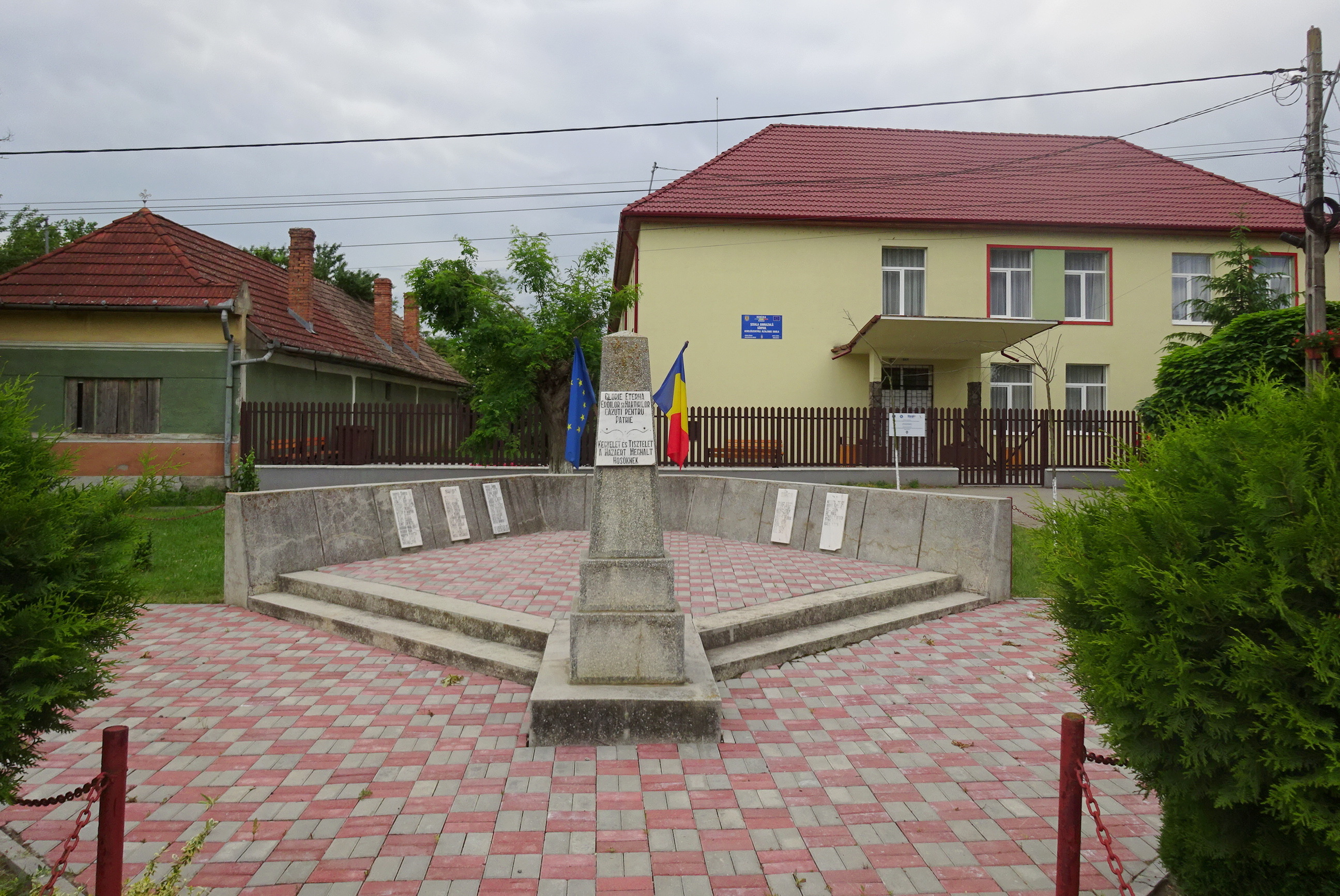
Școala și monumentul eroilor
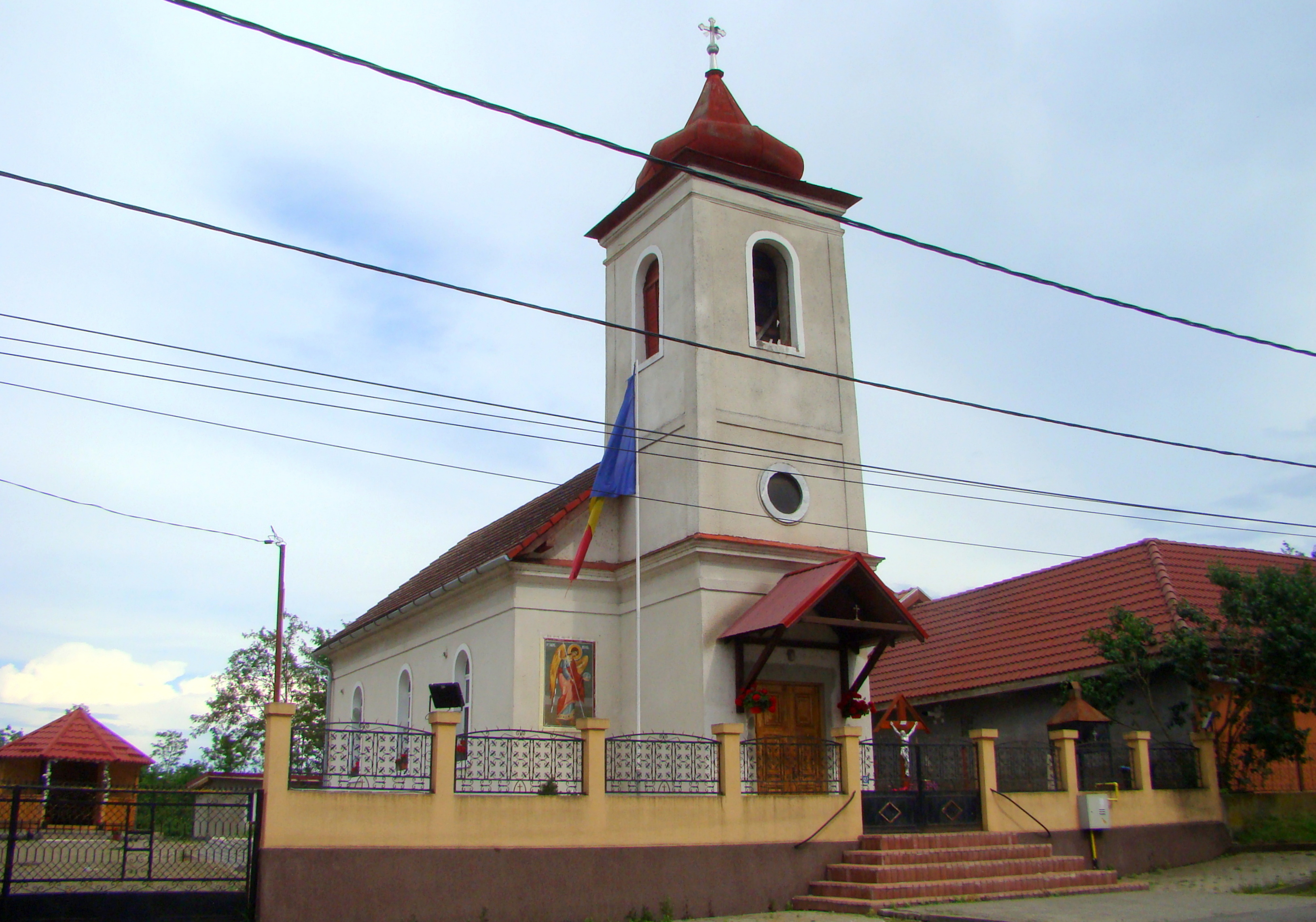
Biserica ortodoxă din Sânpaul
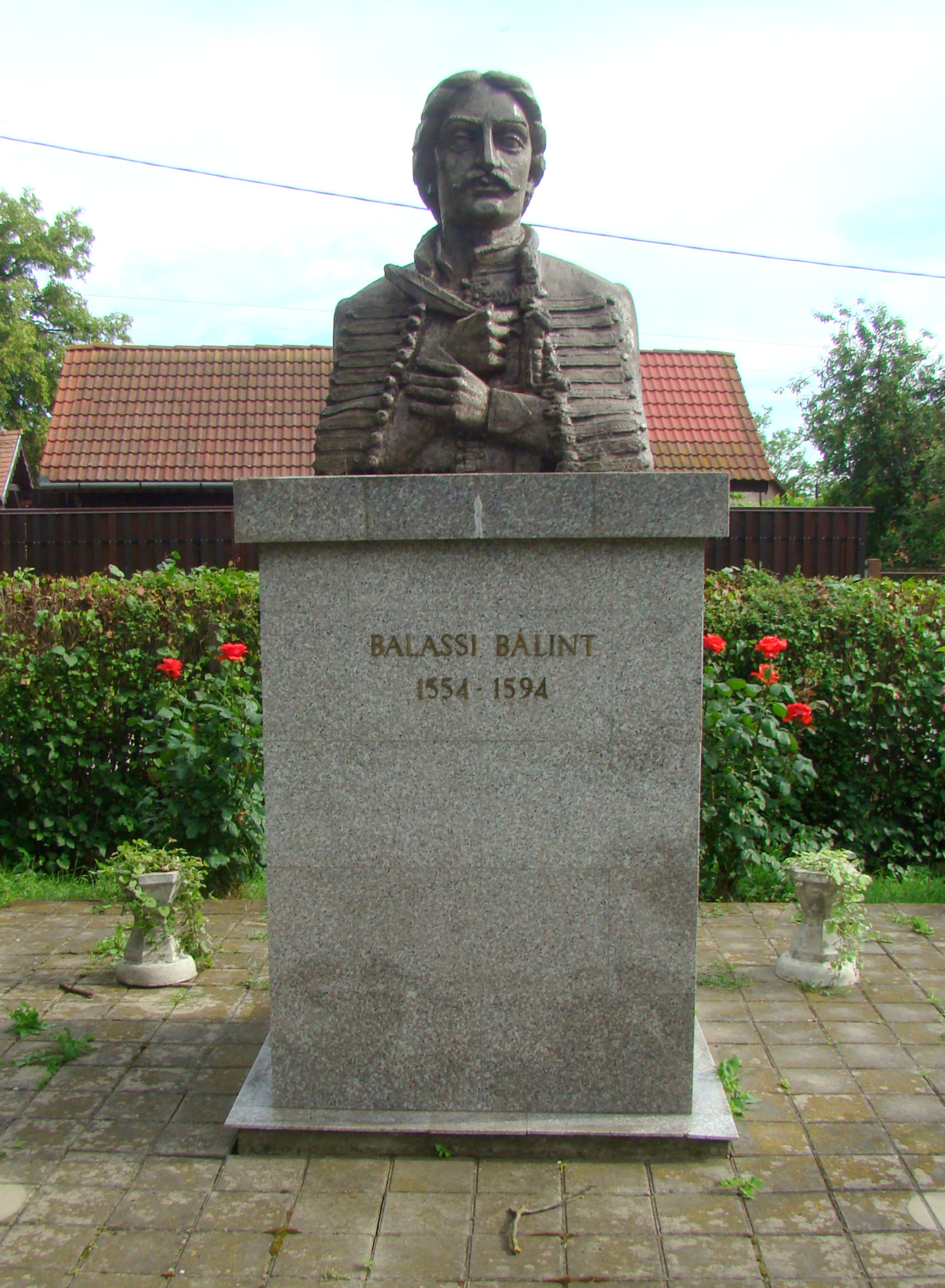
Bustul lui Bálint Balassi
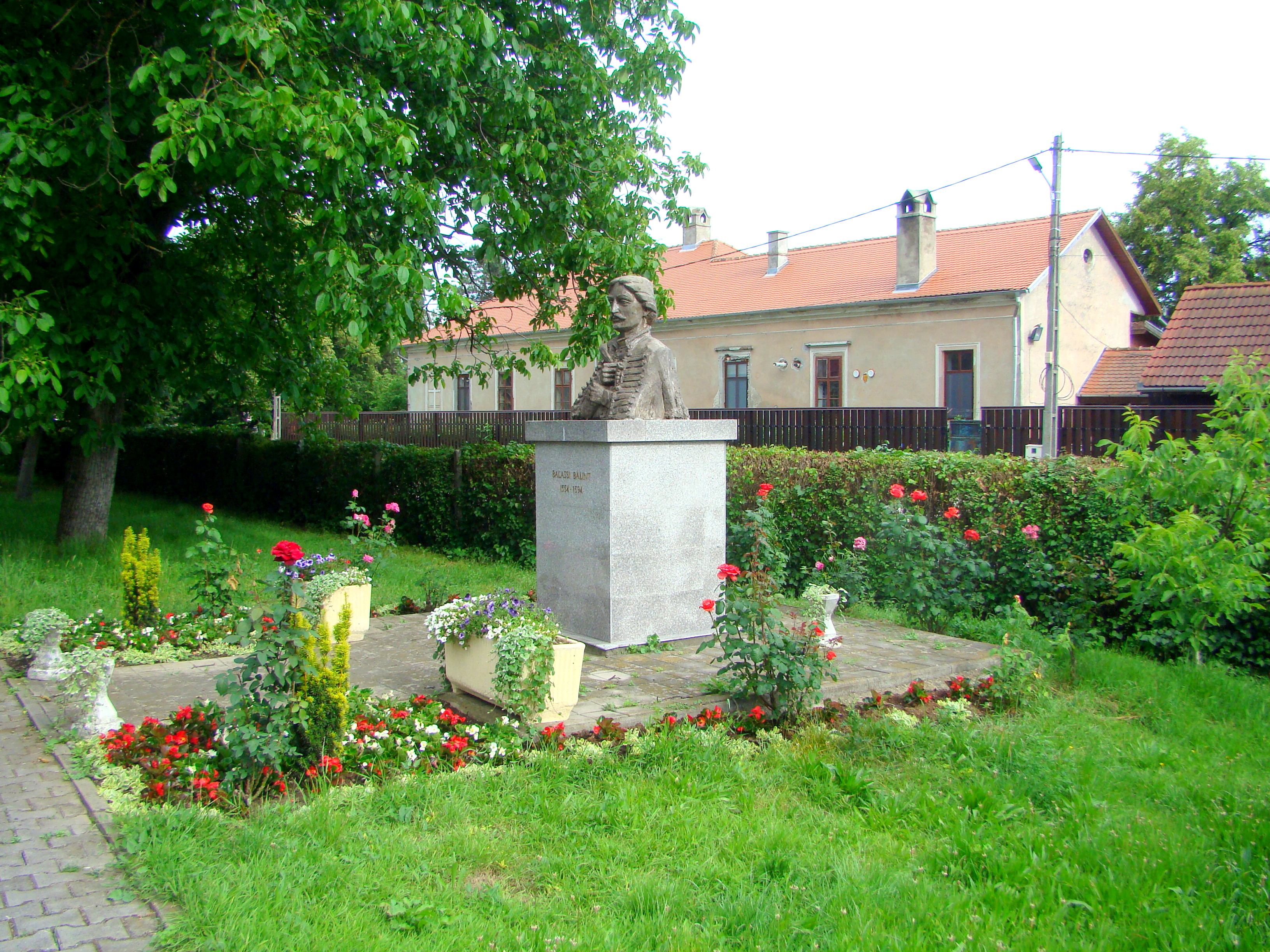
Bustul lui Bálint Balassi
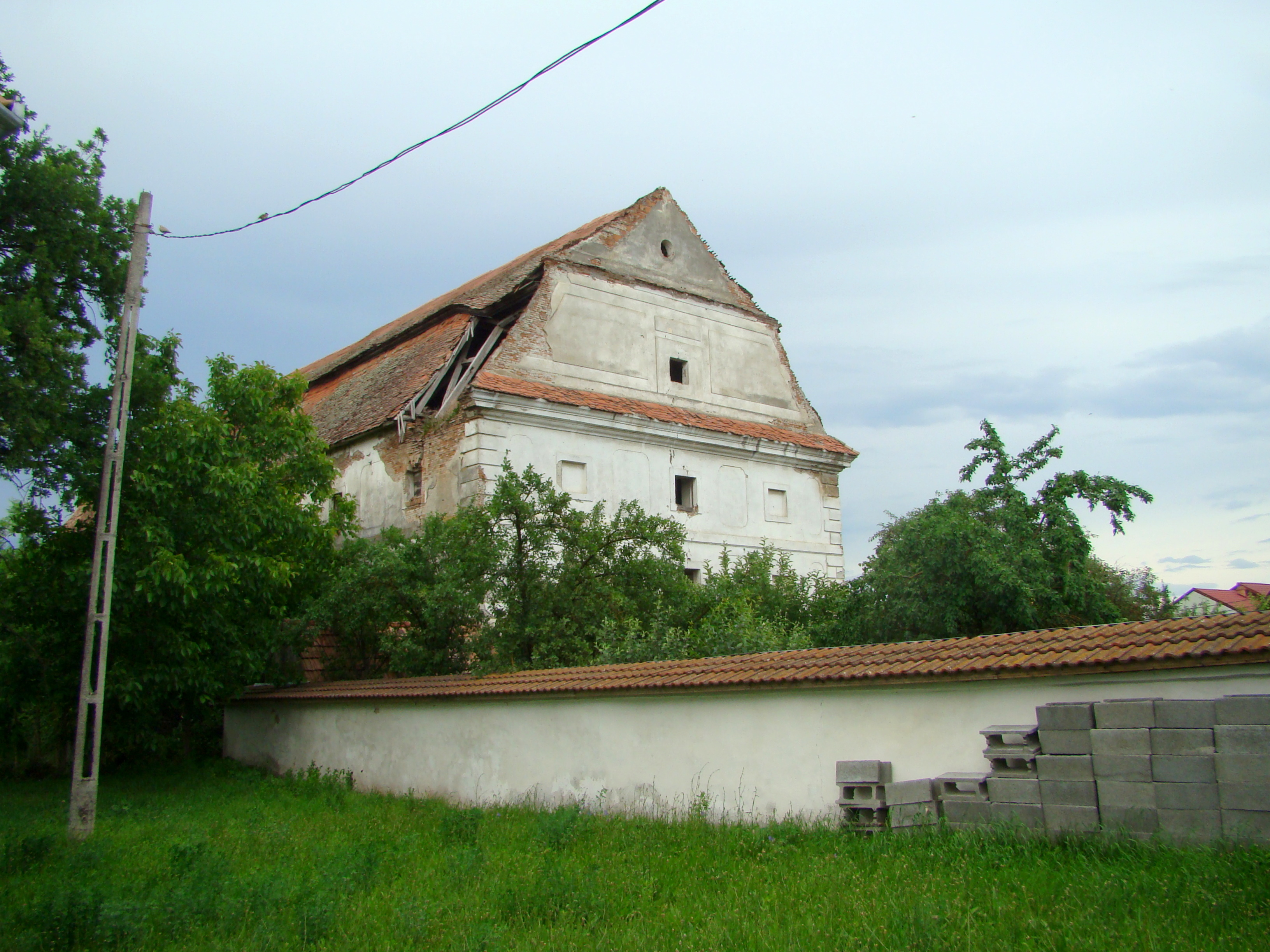
Grânarul (monument istoric)
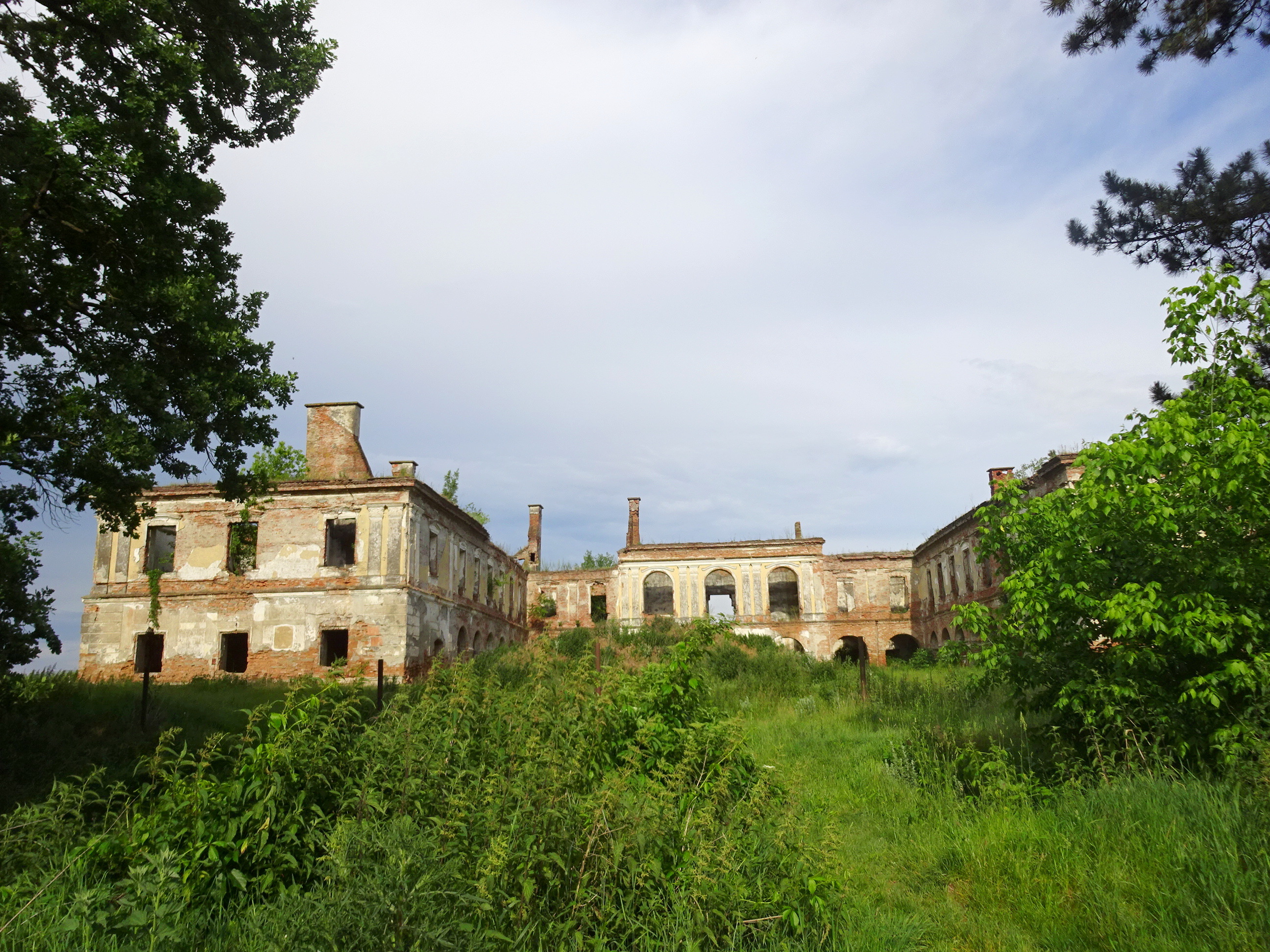
Castelul Haller din Sânpaul (monument istoric)
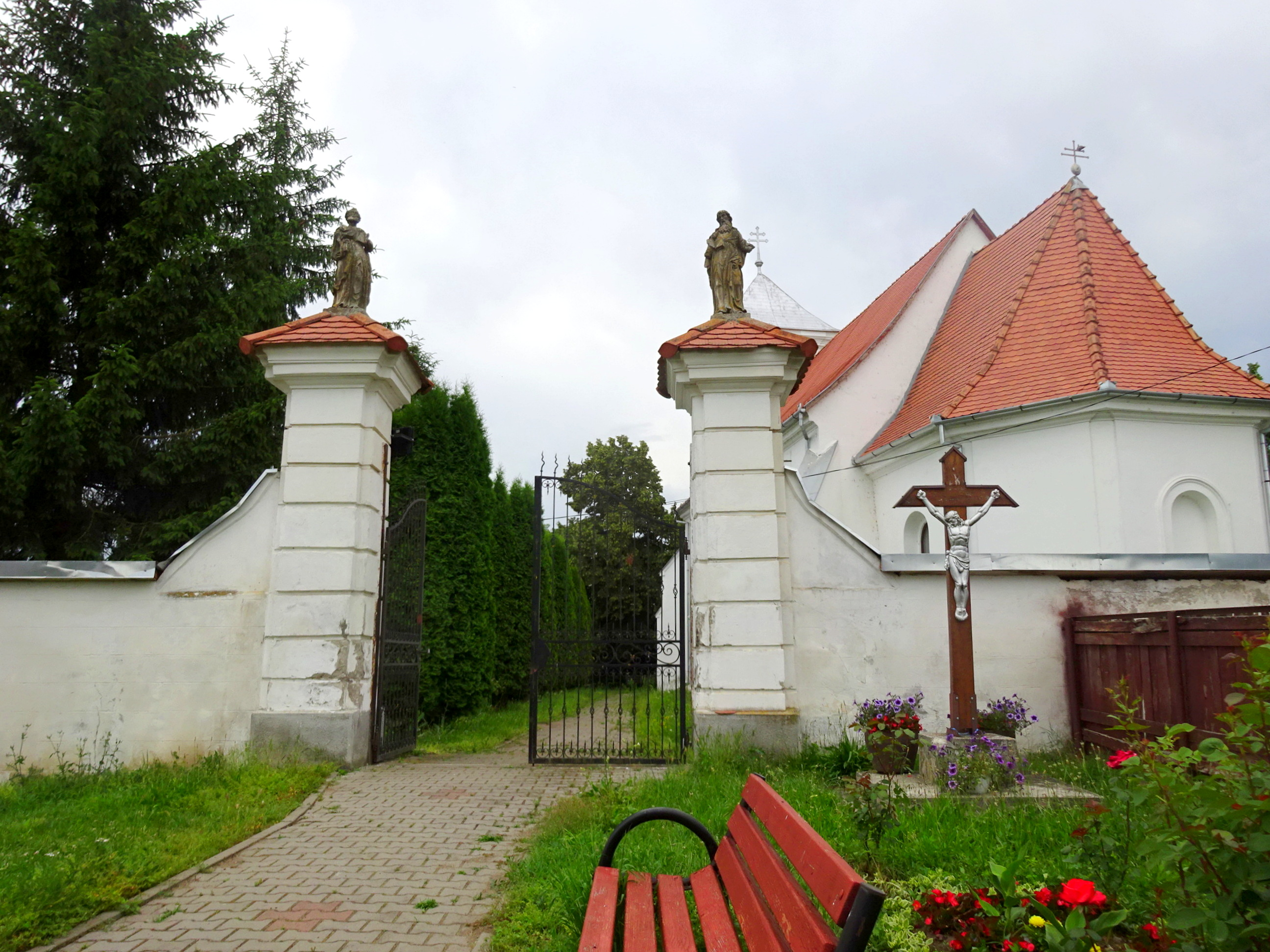
Biserica romano-catolică din Sânpaul (monument istoric)
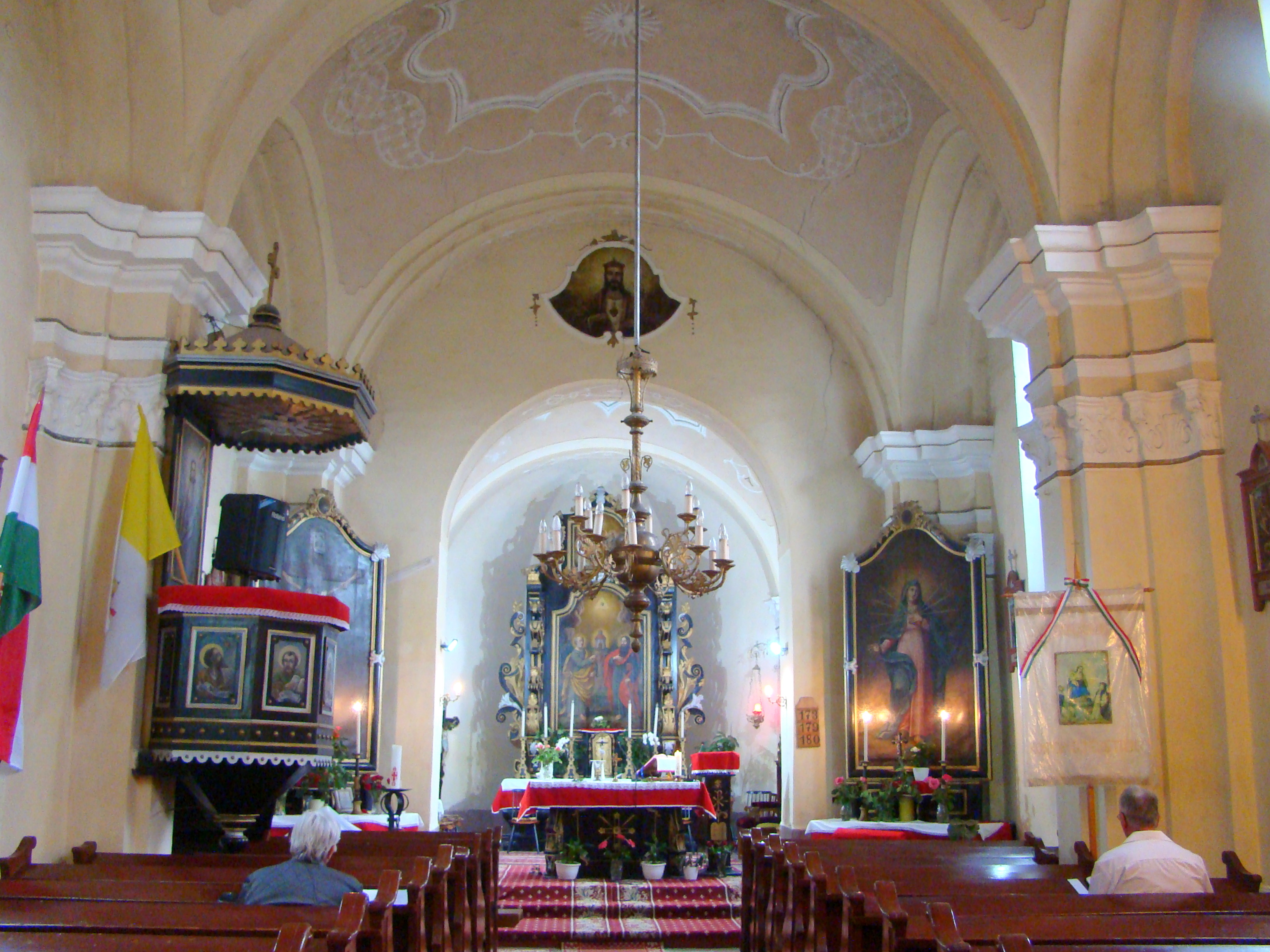
Biserica romano-catolică din Sânpaul (monument istoric)
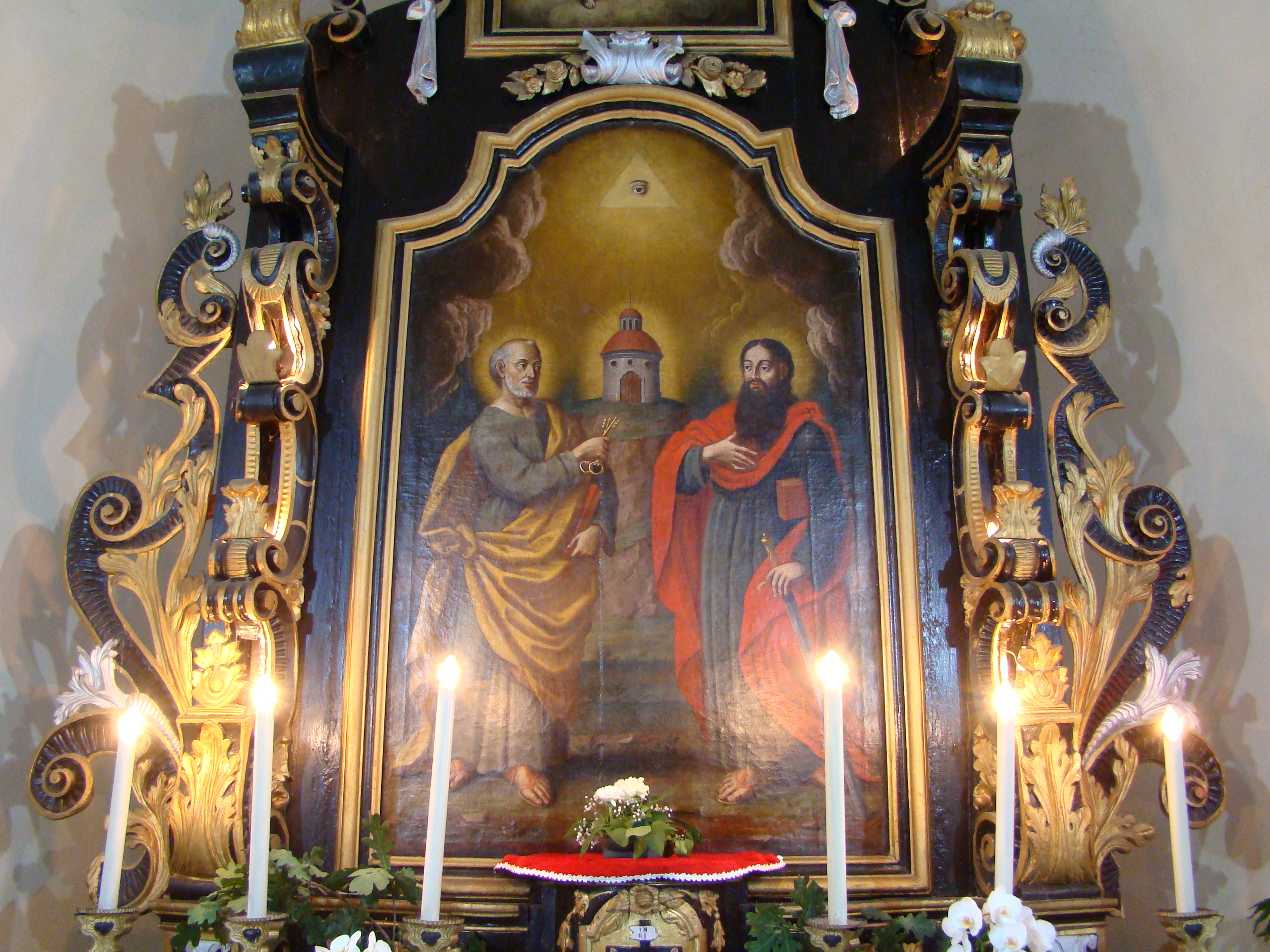
Altarul
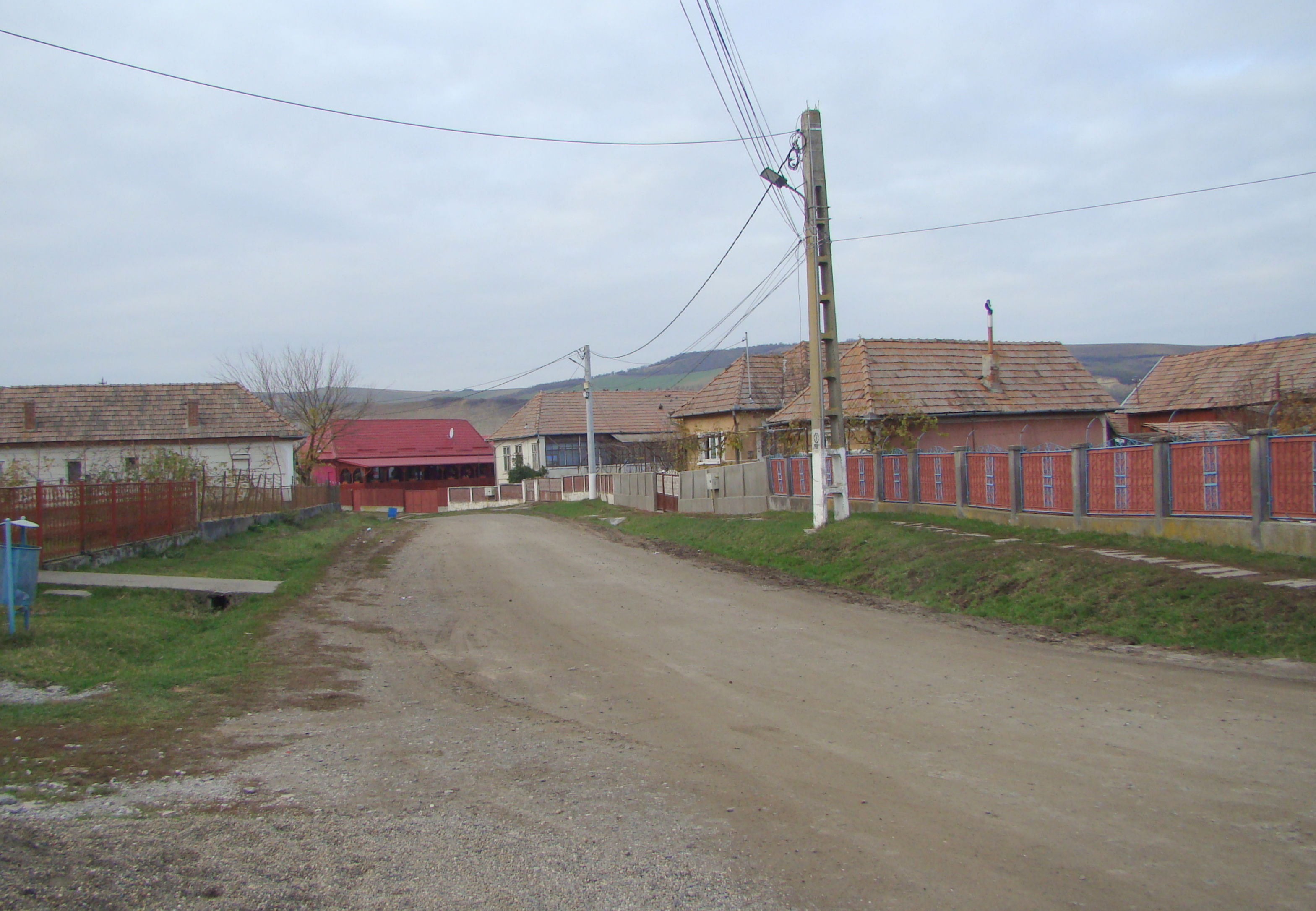
Chirileu
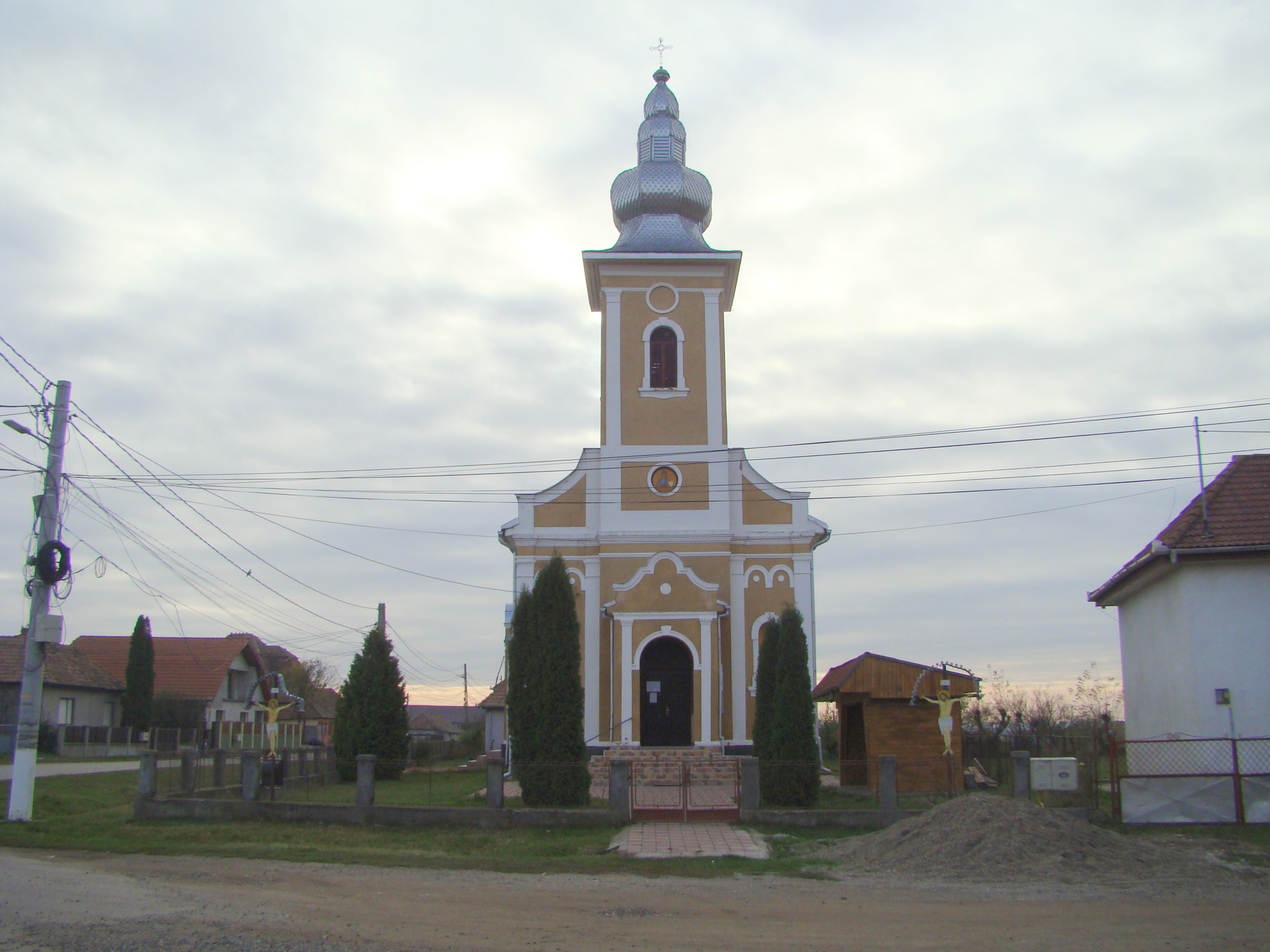
Biserica ortodoxă din Chirileu
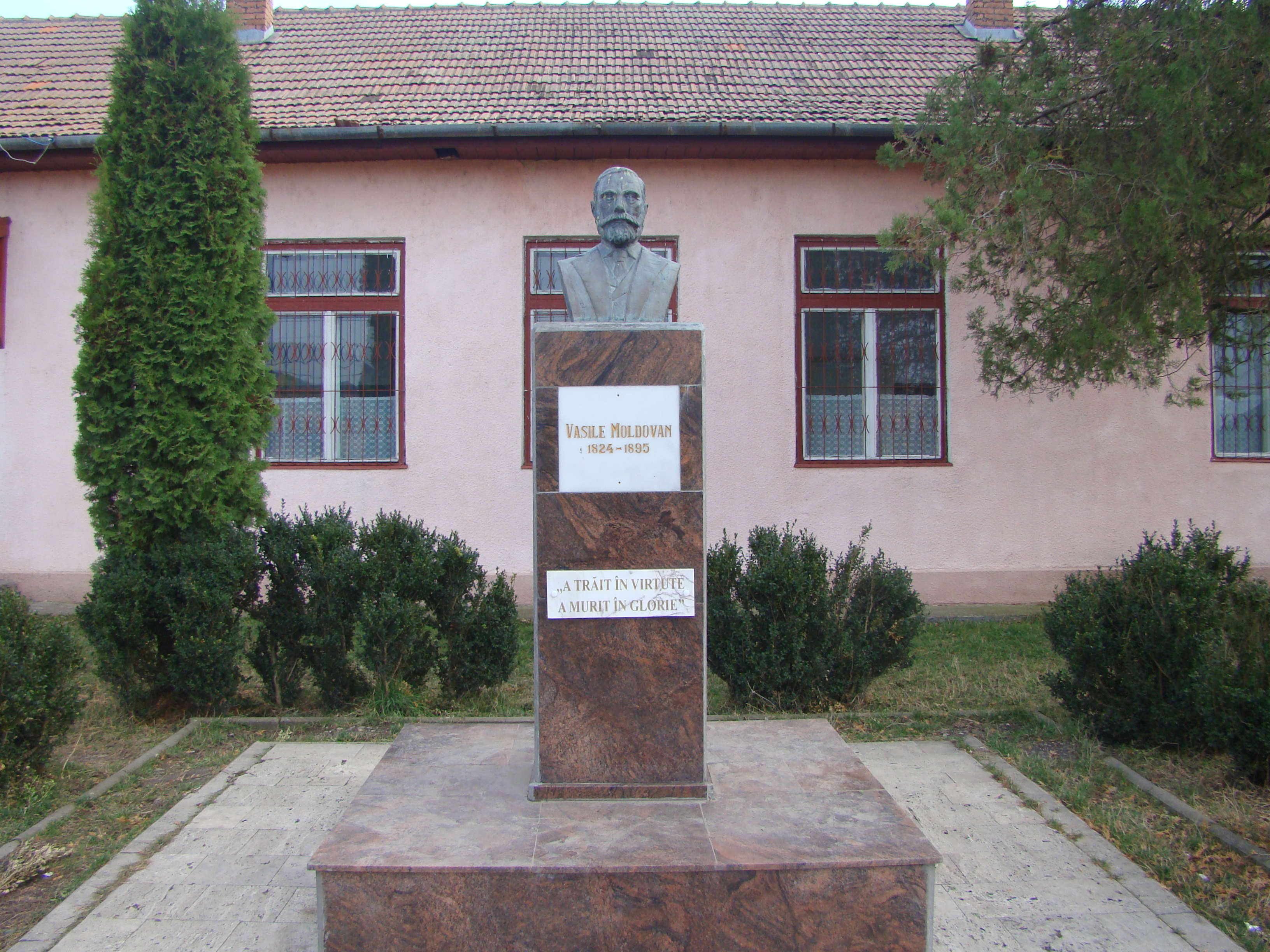
Bustul lui Vasile Moldovan (monument istoric)
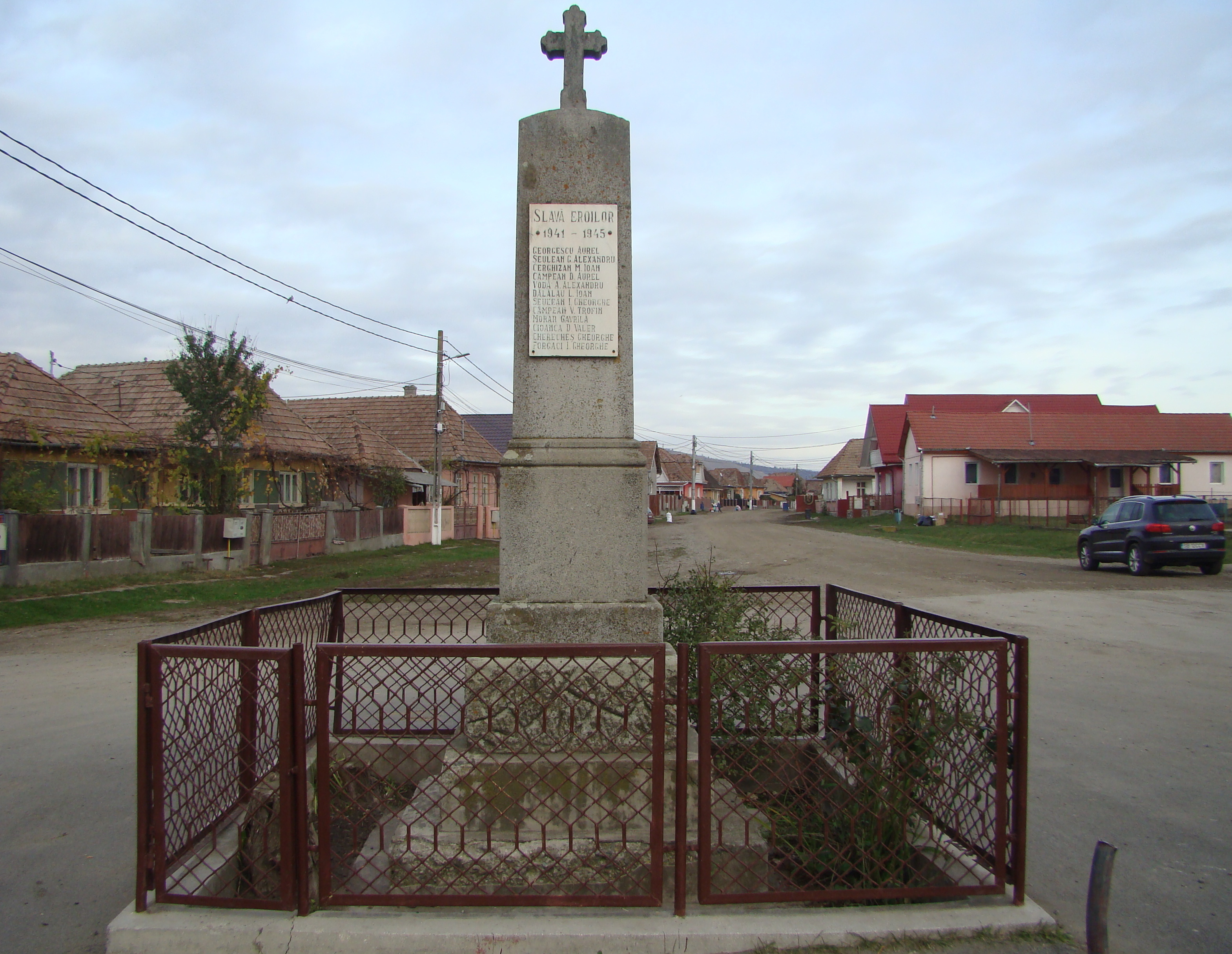
Monumentul eroilor din Chirileu
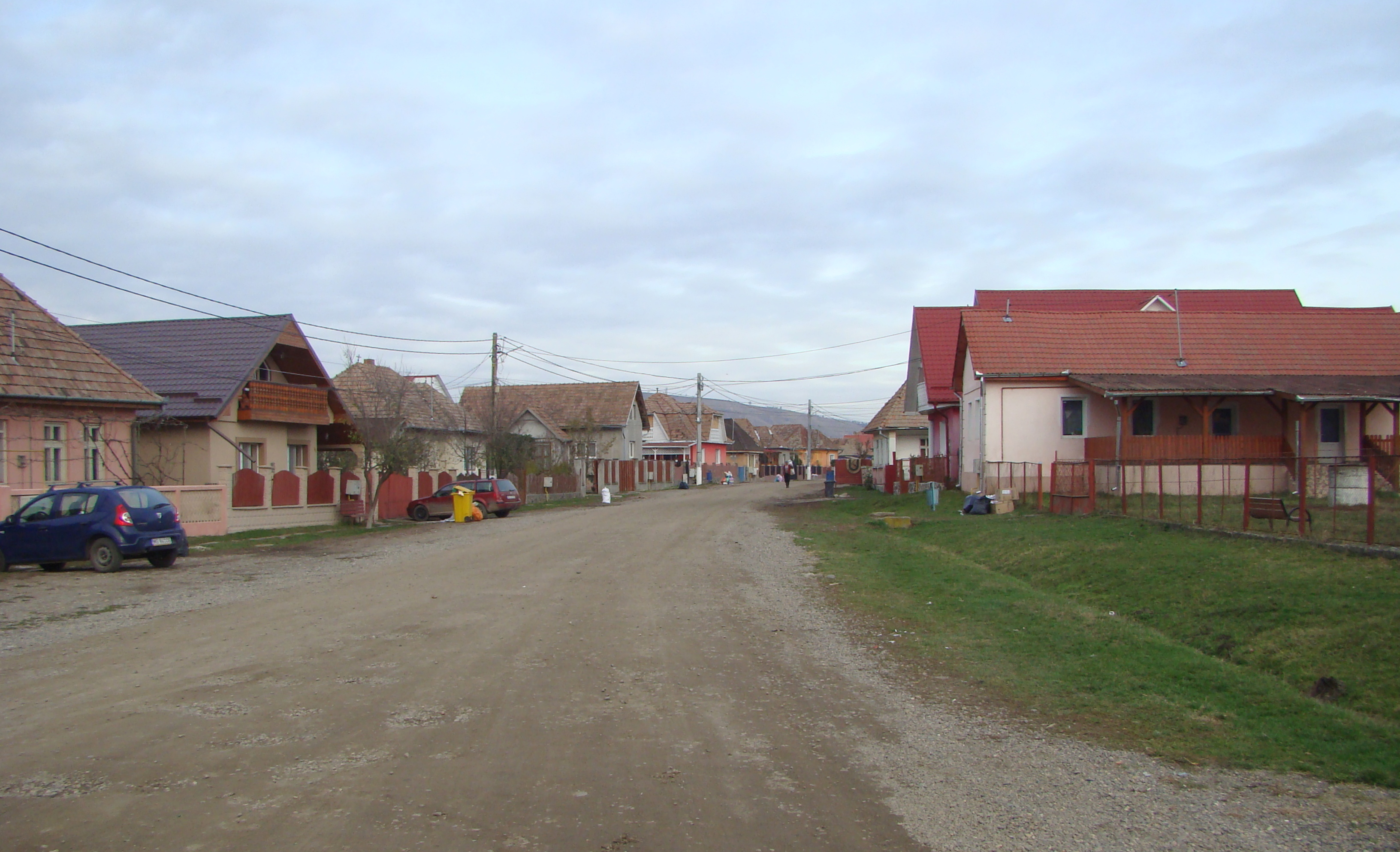
Chirileu
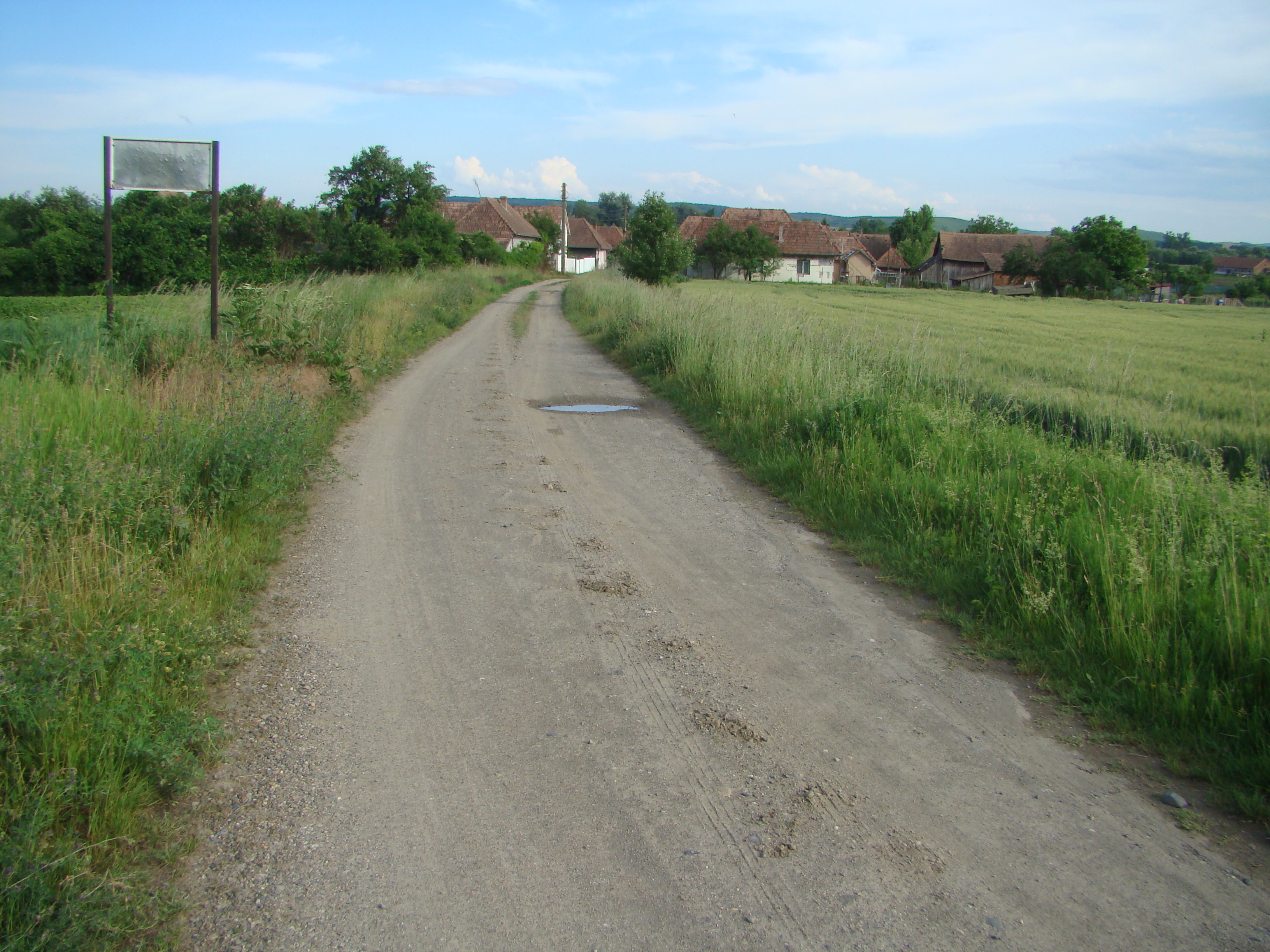
Dileu Nou
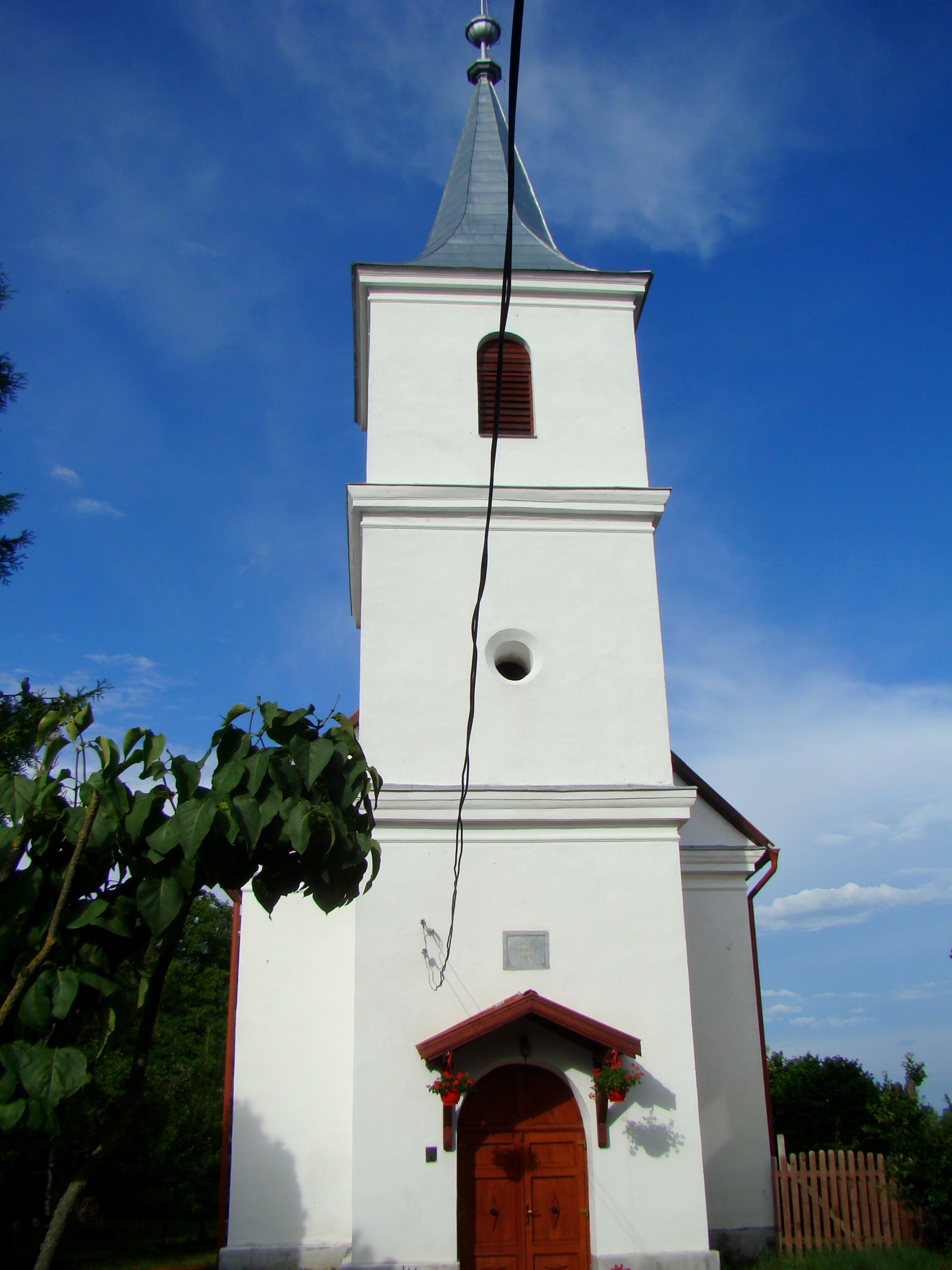
Biserica reformată din Dileu Nou
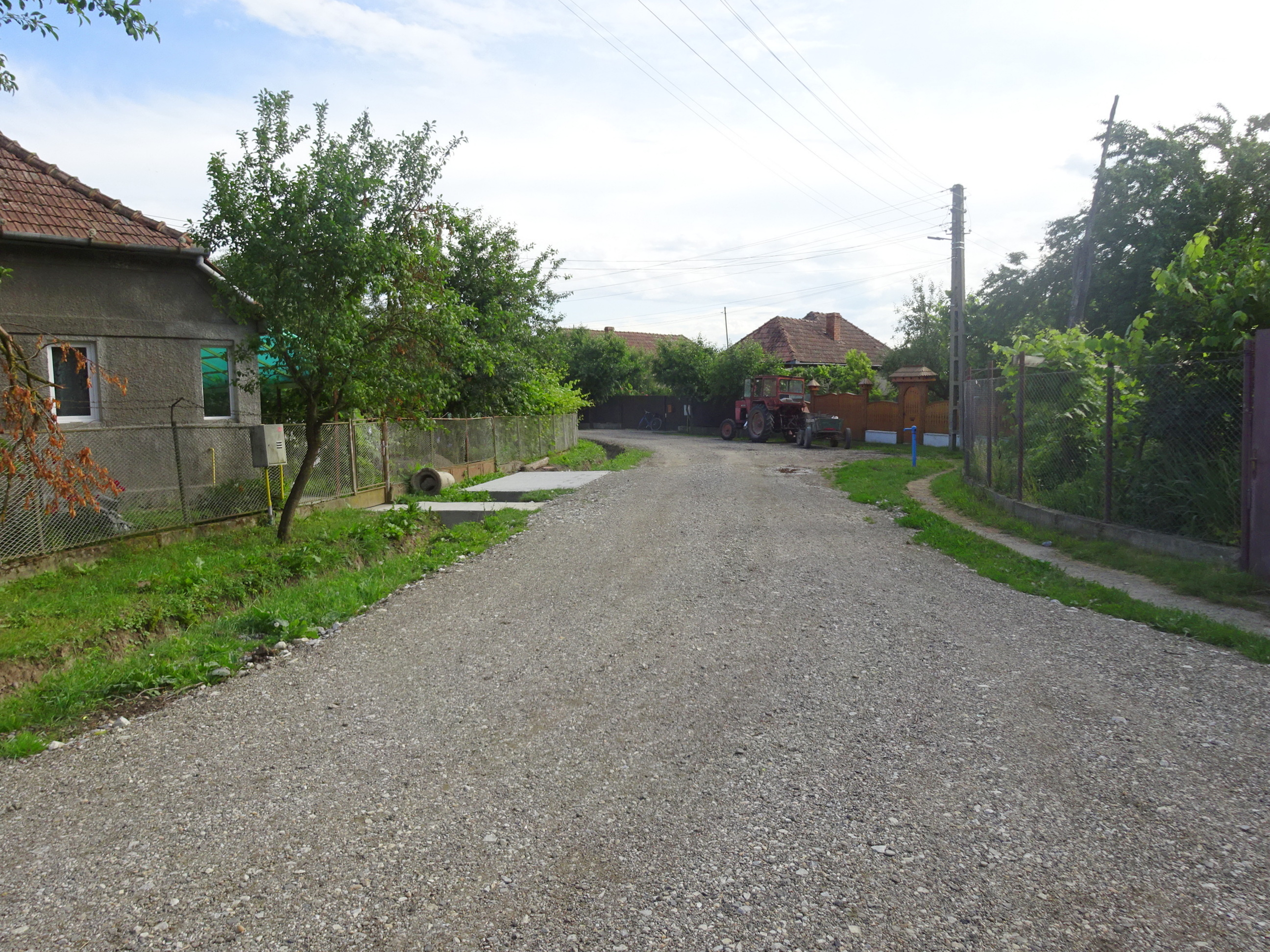
Dileu Nou
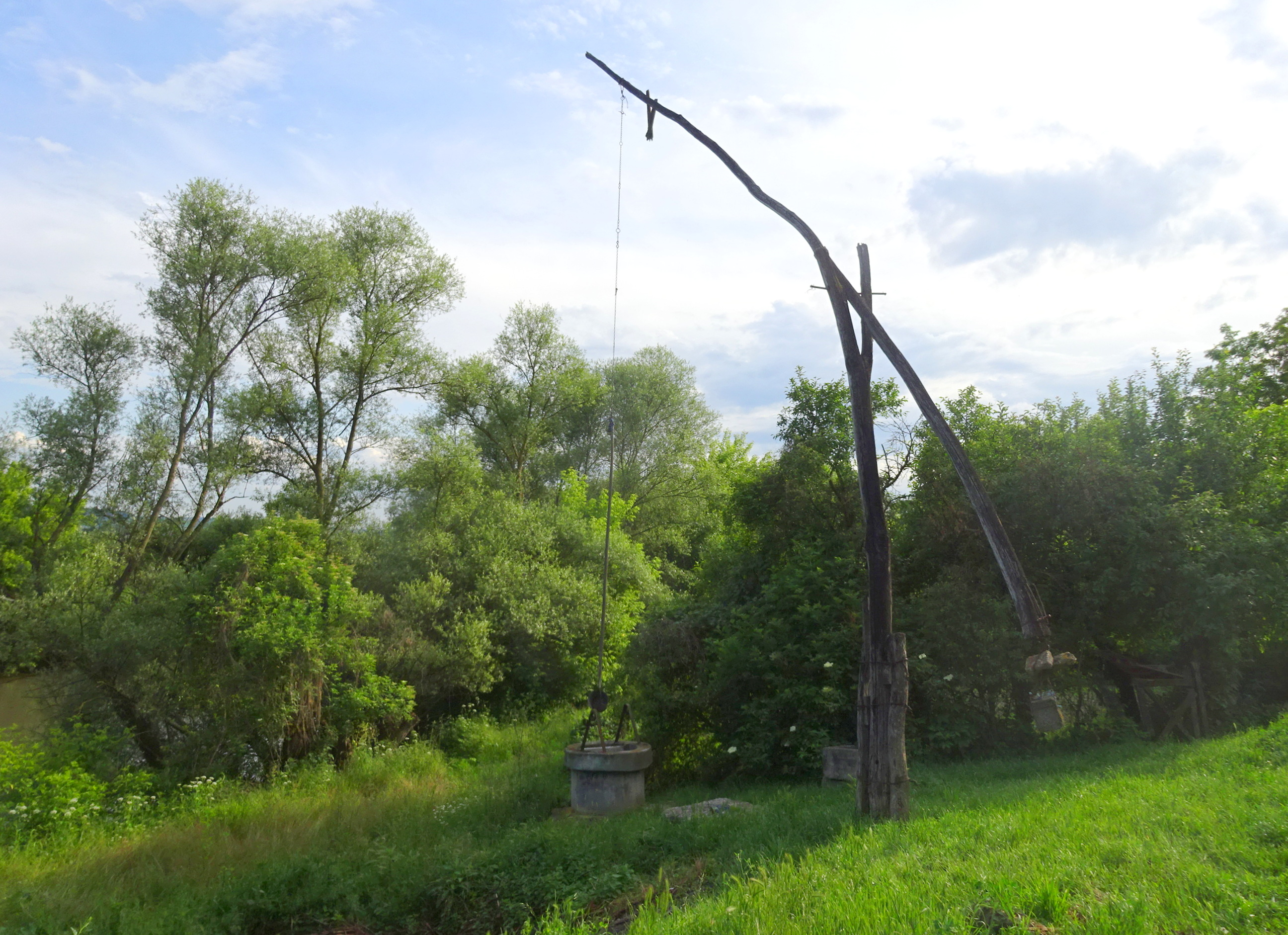
Fântână cu cumpănă
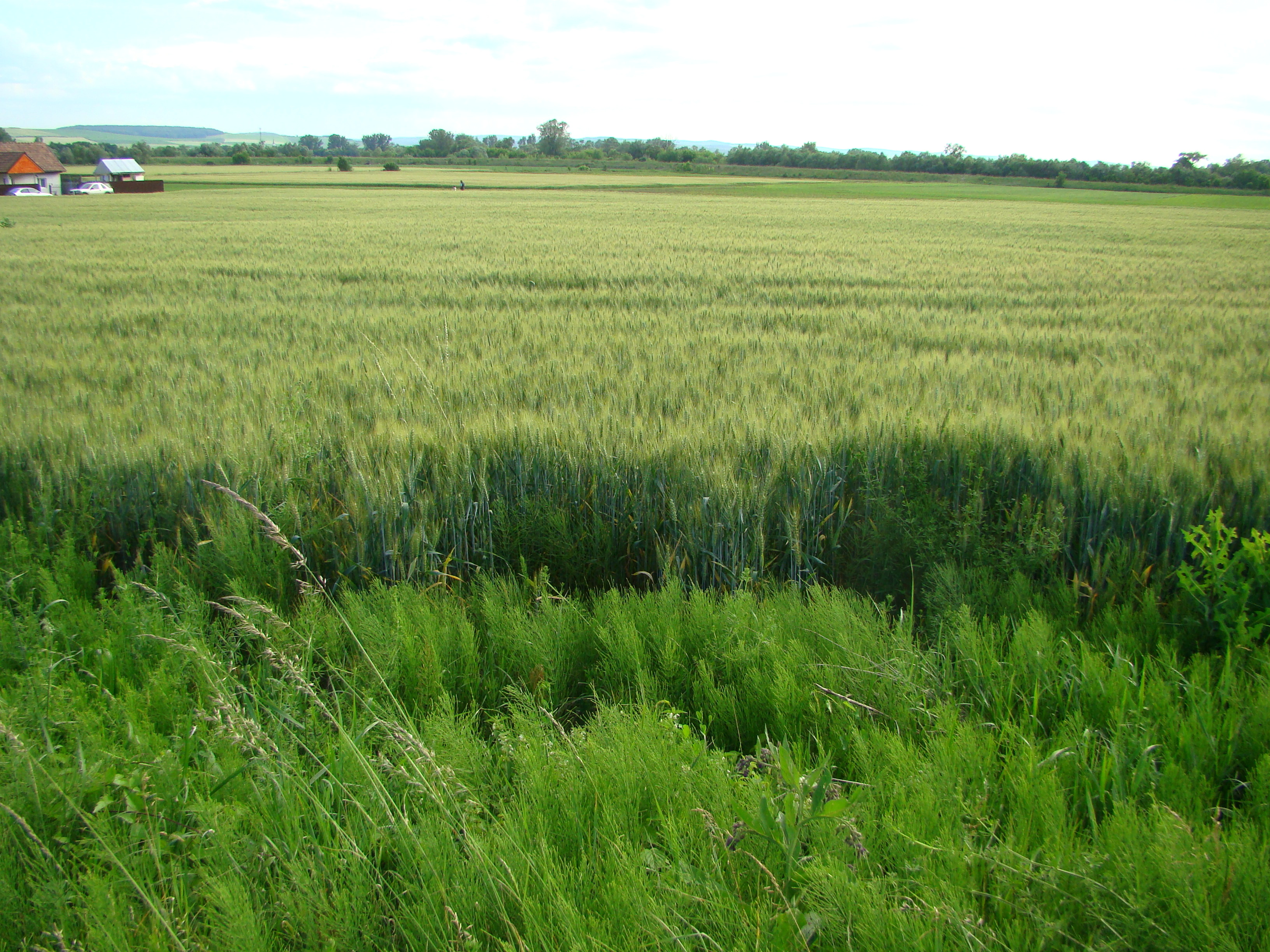
Dileu Nou
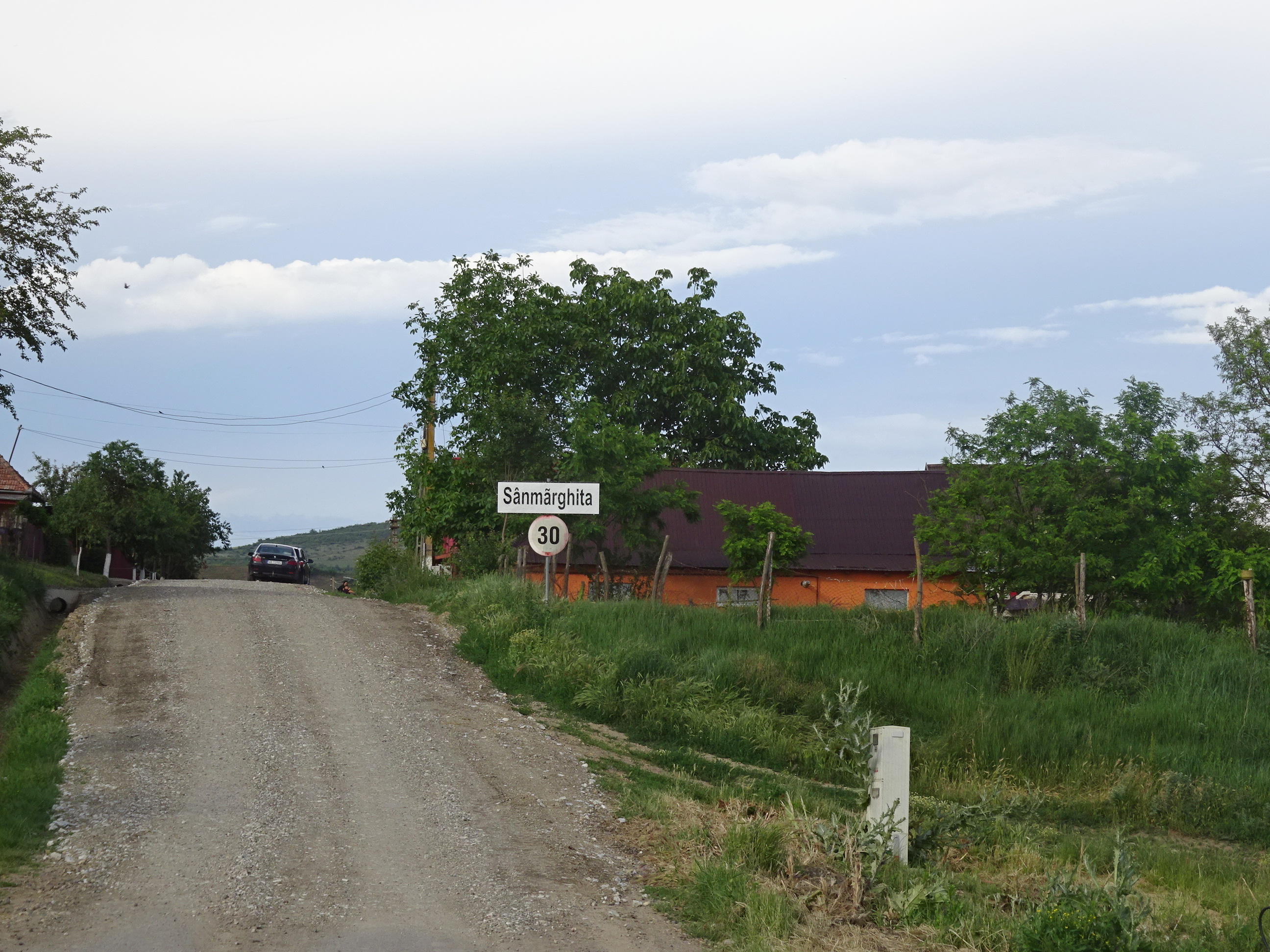
Sânmărghita
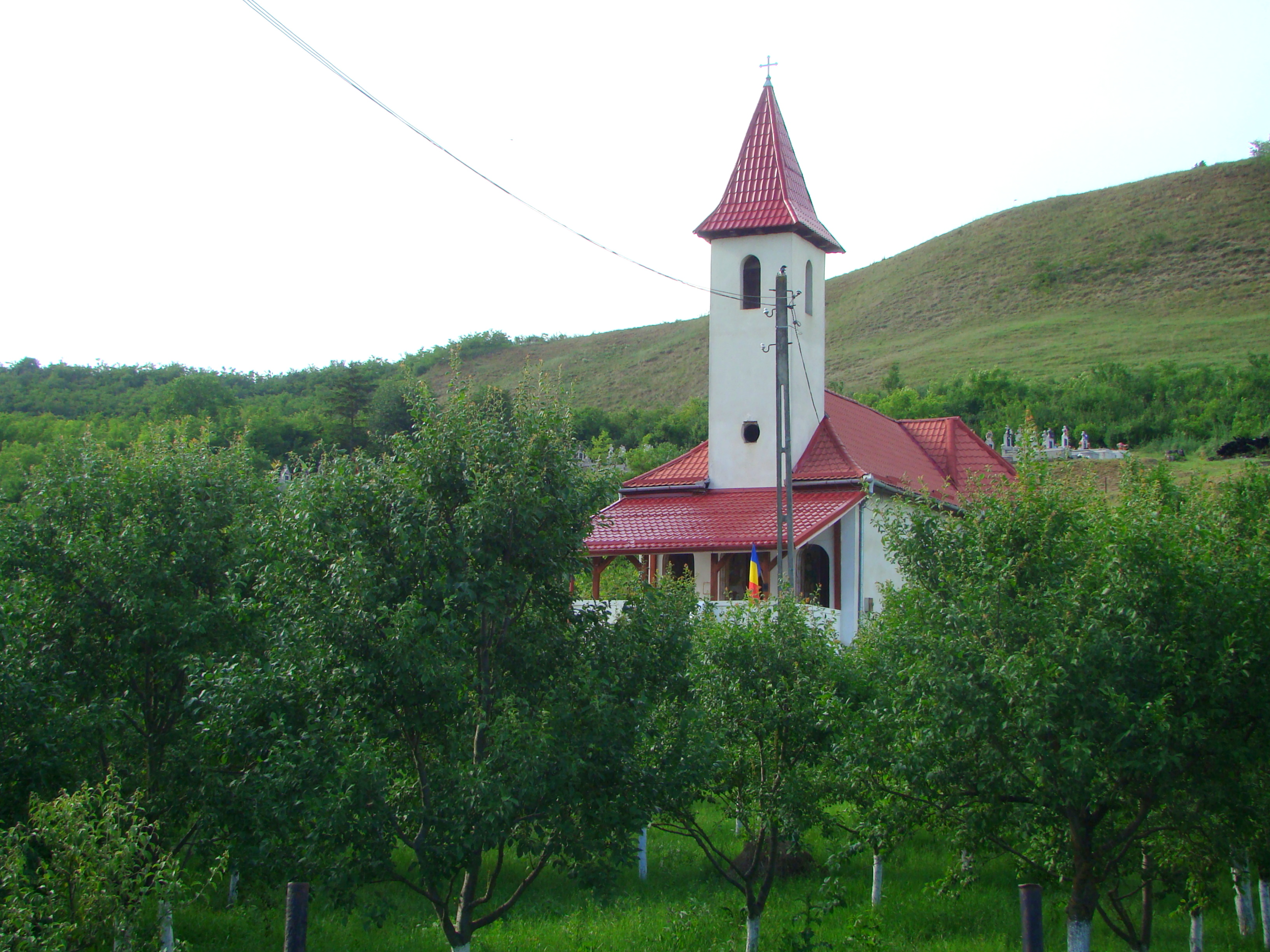
Biserica ortodoxă
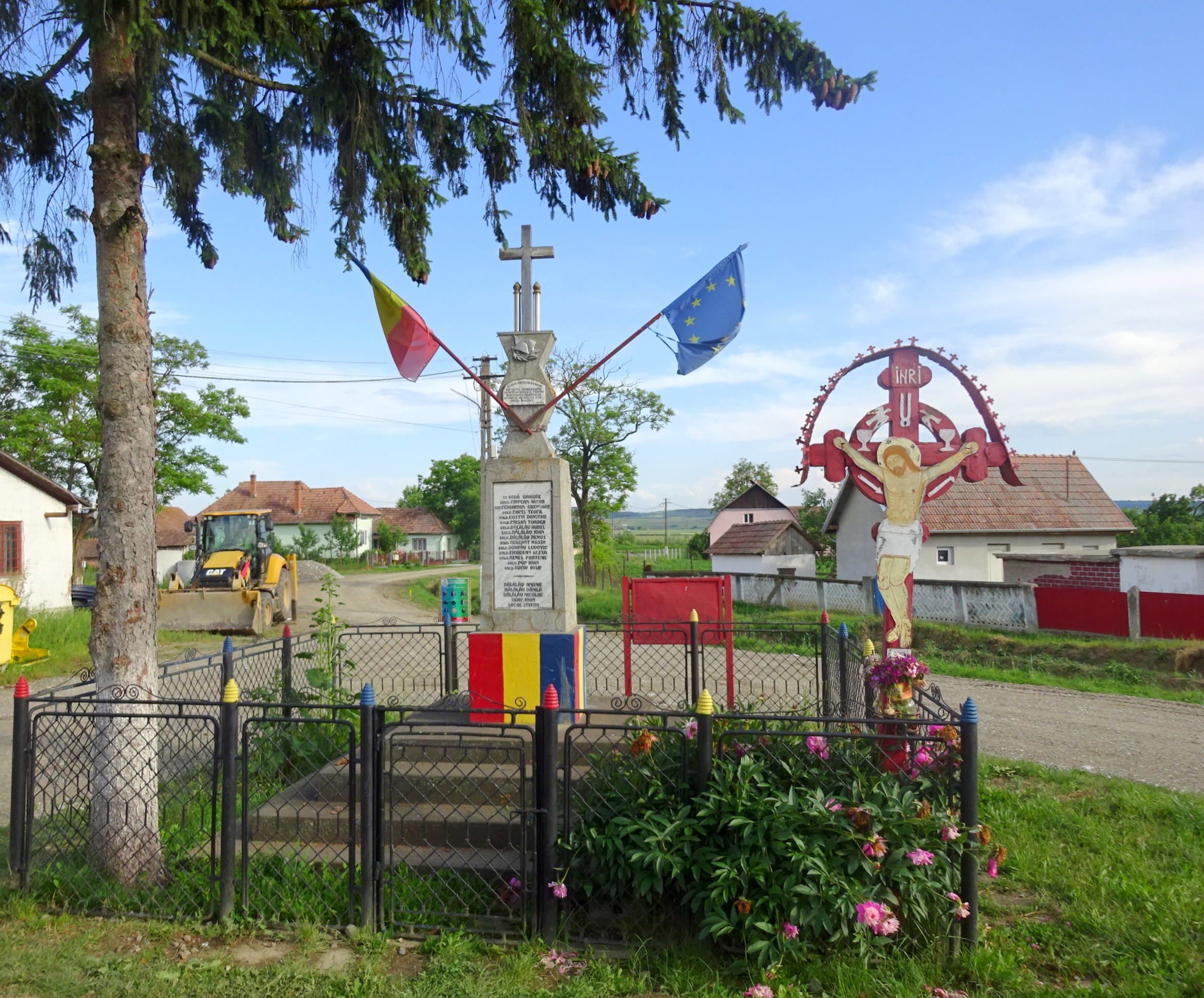
Monumentul eroilor
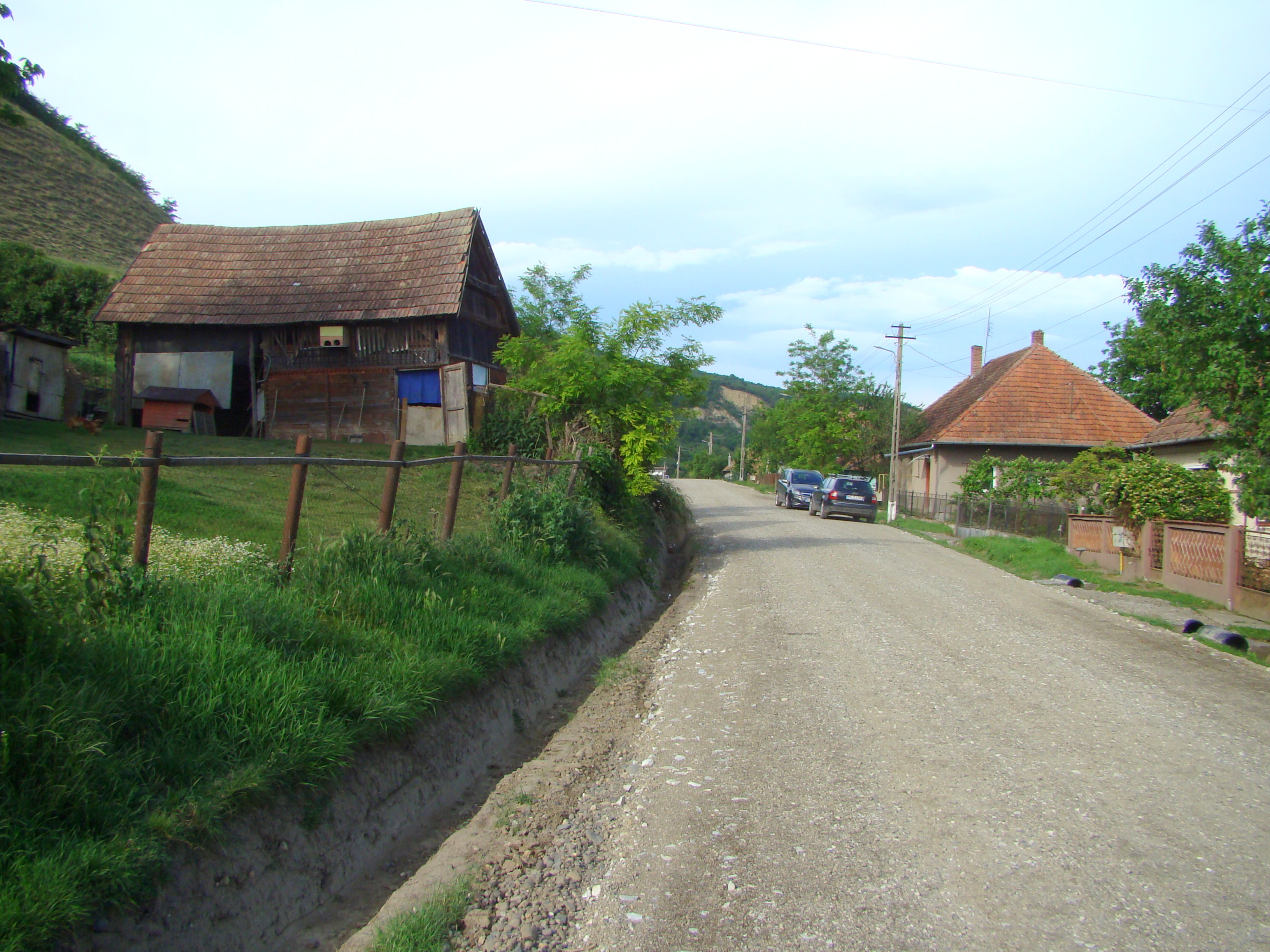
Sânmărghita
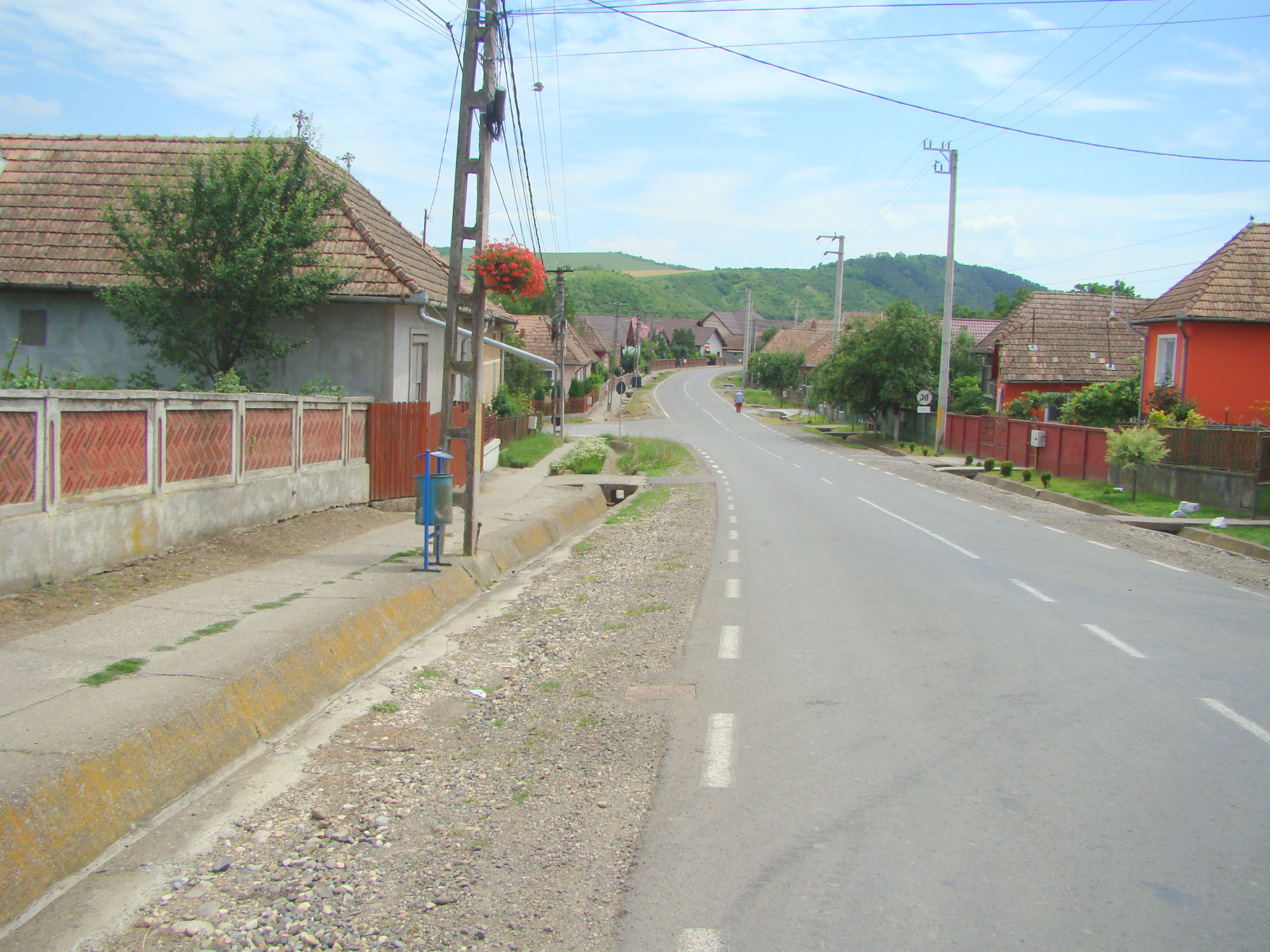
Valea Izvoarelor
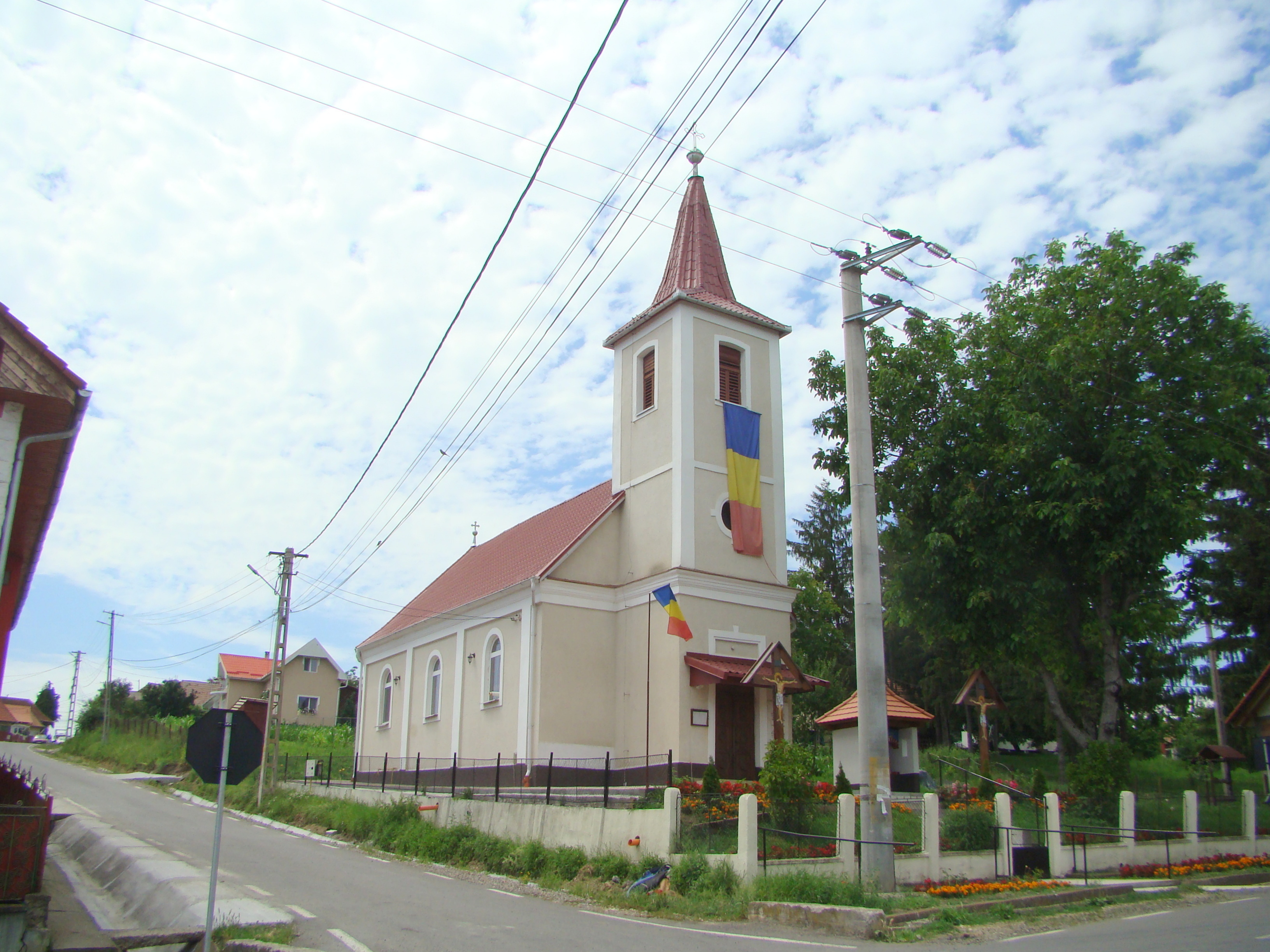
Biserica ortodoxă
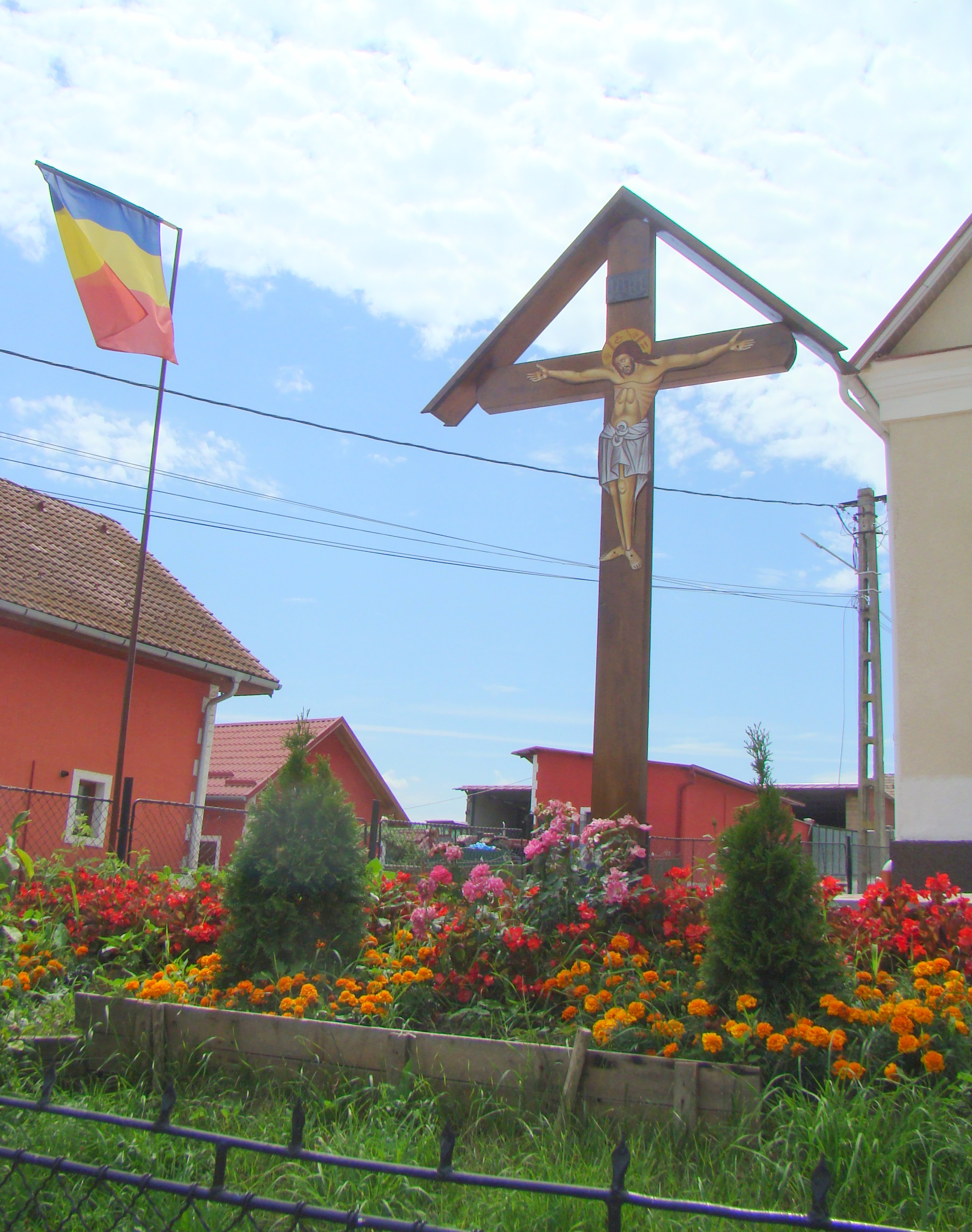
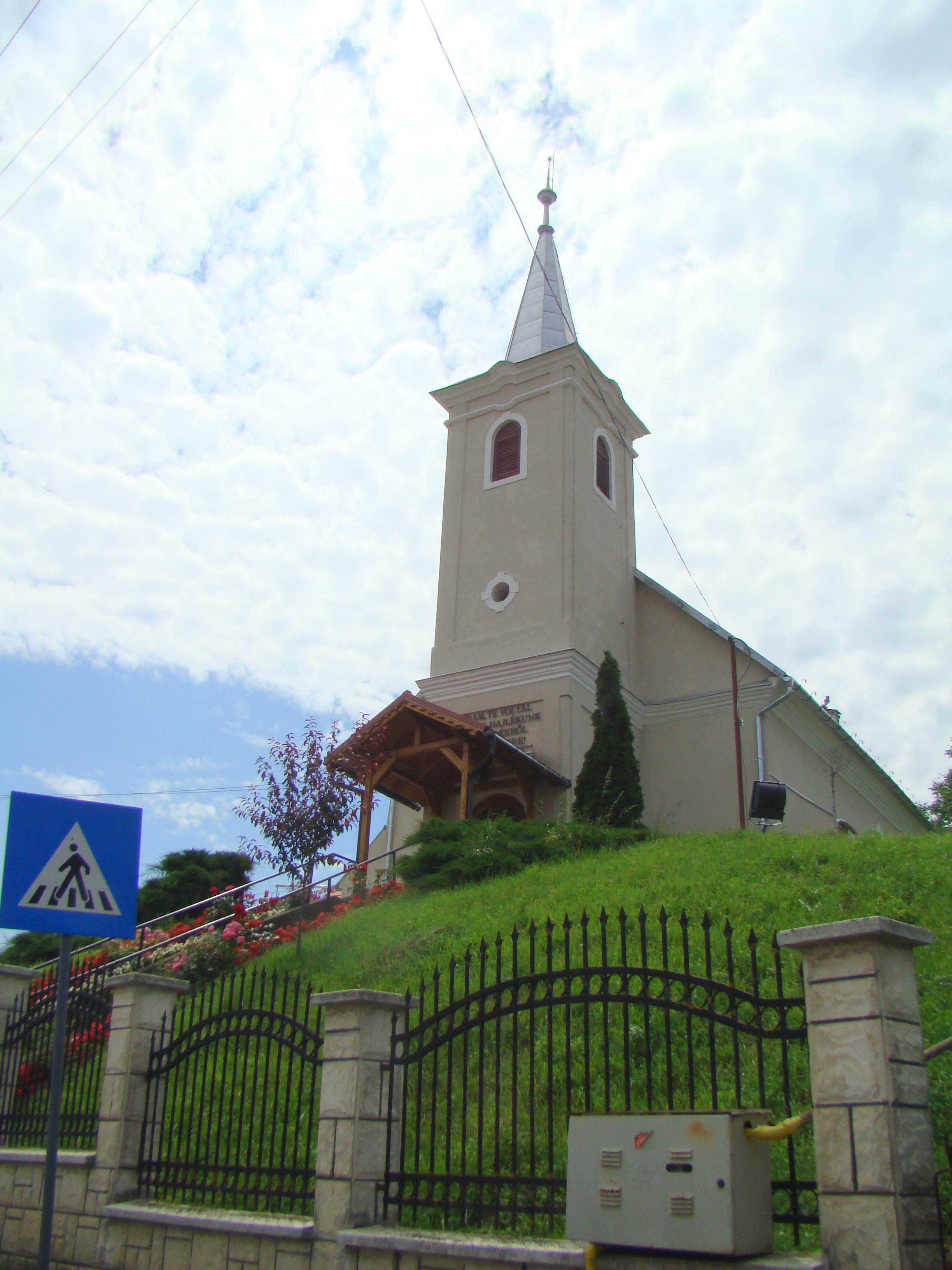
Biserica reformată (1852)
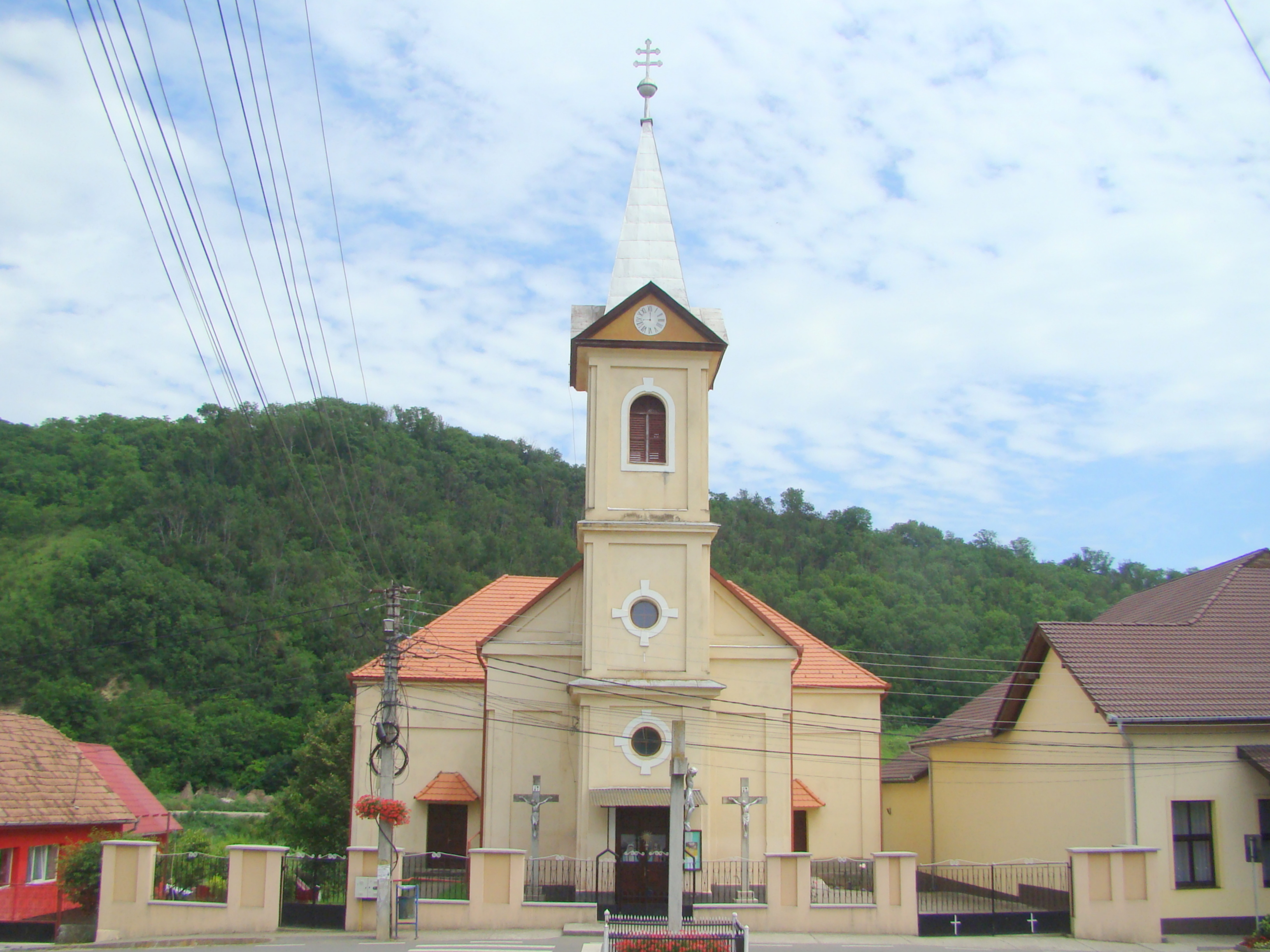
Biserica romano-catolică
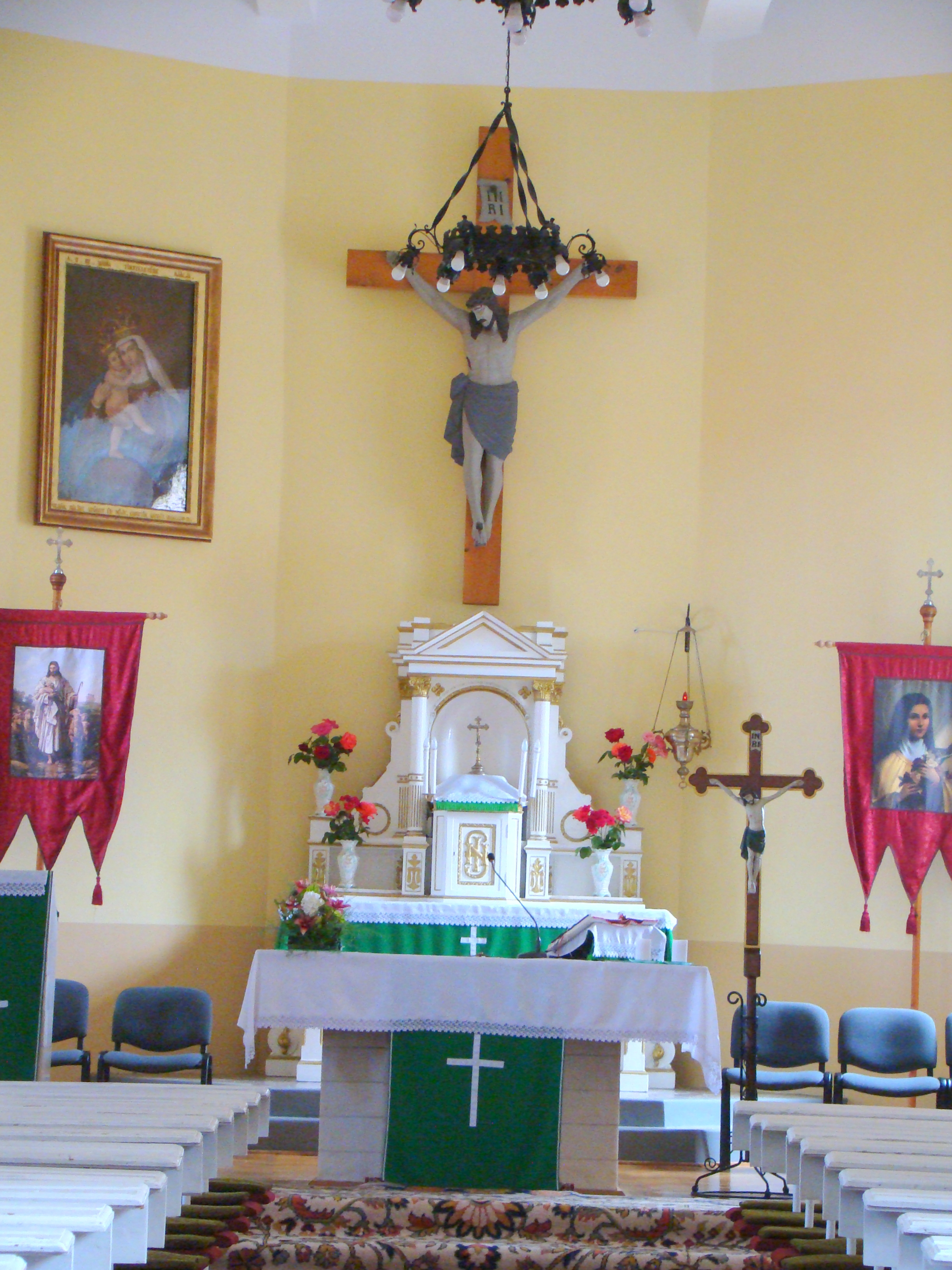
Biserica romano-catolică